# Theodor Fontane

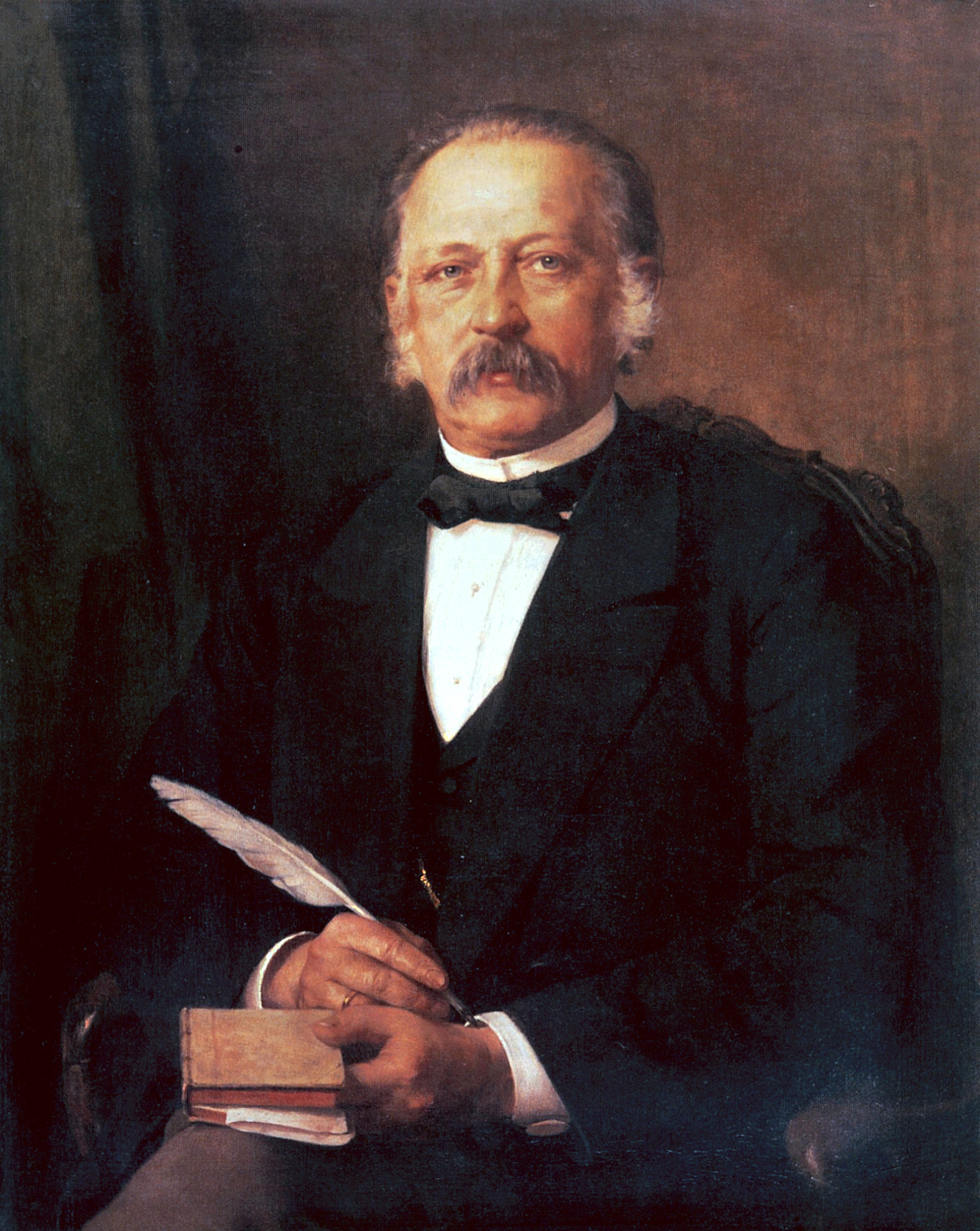
Theodor Fontane (1883)
(Gemälde von Carl Breitbach)

Heinrich Theodor Fontane (* 30. Dezember 1819 in Neuruppin; † 20. September 1898 in Berlin) war ein deutscher Schriftsteller, Journalist und Theaterkritiker. Sein im fortgeschrittenen Lebensalter einsetzendes umfangreiches Romanschaffen (darunter Frau Jenny Treibel, Effi Briest und Der Stechlin) begründete Fontanes epochale Bedeutung als Vertreter des zeitgenössischen Realismus.
Mitgeprägt durch die familiären Wurzeln bei den Hugenotten in Berlin, nahm Fontane nach einer Kindheit in Neuruppin und Swinemünde zunächst Kurs auf den Beruf seines Vaters und durchlief eine vollständige Ausbildung zum Apotheker. Parallel dazu entwickelte er früh schon Ambitionen als Dichter und Schriftsteller, schloss sich Literaturvereinen an und machte als Balladendichter auf sich aufmerksam. Da es zum Erwerb einer eigenen Apotheke nicht kam, näherte sich der in der Märzrevolution 1848 in Berlin noch auf Seiten der Barrikadenkämpfer engagierte Fontane danach den wiedererstarkten konservativen Kräften im preußischen Staats- und Zeitungswesen an, nicht zuletzt um den Unterhalt für die junge Familie zu sichern. Als Regierungspressereferent und Redaktionsmitglied der Kreuzzeitung wusste er sich aber auch Freiräume zu schaffen, die es ihm ermöglichten, an den Wanderungen durch die Mark Brandenburg zu arbeiten und – im höheren Auftrag – die deutschen Einigungskriege jeweils in größeren Buchpublikationen zu behandeln.
Bei Vor-Ort-Recherchen in Frankreich zu Ende des Deutsch-Französischen Kriegs wurde Fontane unter Spionage-Verdacht verhaftet und fürchtete um sein Leben. Nach der Freilassung übte er für 20 Jahre die Tätigkeit als Theaterkritiker für die Vossische Zeitung aus und begann nun auch sein Romanwerk. Zu seiner Hinterlassenschaft gehört die außerordentlich umfängliche Briefkorrespondenz, die er mit Familie und Bekannten unterhielt. Anders als in seinem öffentlichen Schreiben und Auftreten hat er dabei auch teils antijüdische Akzente gesetzt, die im Widerspruch stehen zu seinen oft sehr guten persönlichen Beziehungen zu Juden. Fontanes Nachlass ist weit verstreut; große Anteile davon besitzen das Potsdamer Theodor-Fontane-Archiv und die Staatsbibliothek zu Berlin.

## Werdegang und Wegmarken

### Hugenottische Herkunft
Theodor Fontane gehörte zu den Nachfahren der ersten Generation von Hugenotten, die sich im 17. Jahrhundert aufgrund des Edikts von Potsdam (1689) in Brandenburg und speziell in Berlin niedergelassen hatten. Sie standen traditionell dem Hohenzollern-Hof nahe und bekleideten dort teils auch Ämter. Einer der Großväter Fontanes, der Maler und Musiklehrer Pierre Barthélemy Fontane (1757–1826), war unter Friedrich Wilhelm II. Prinzenerzieher, später Kabinettssekretär und Zeichenlehrer bei von Königin Luise. Der Großvater mütterlich war Inhaber eines Seidenwaren-Großhandels und als Stadtverordneter zugleich Stellvertreter des Berliner Oberbürgermeisters.
Theodors Vater Louis Henri Fontane (1796–1867), der im Januar 1819 seine Gesellenjahre mit dem Apothekerexamen „Zweiter Klasse“ abgeschlossen hatte (was ihn für Großstädte wie Berlin disqualifizierte), heiratete am 24. März 1819 in der Französischen Kirche Berlin Emilie Louise Labry, deren hugenottische Vorfahren, wie Fontane in Meine Kinderjahre berichtet, ebenfalls aus dem Gebiet unweit der Rhonemündung, etwa zwischen Toulouse und Montpellier stammten. Beide Eltern repräsentierten laut Fontane im Gesellschaftsleben den überkommenen Kolonisten-Stolz der hugenottischen Refugiés.

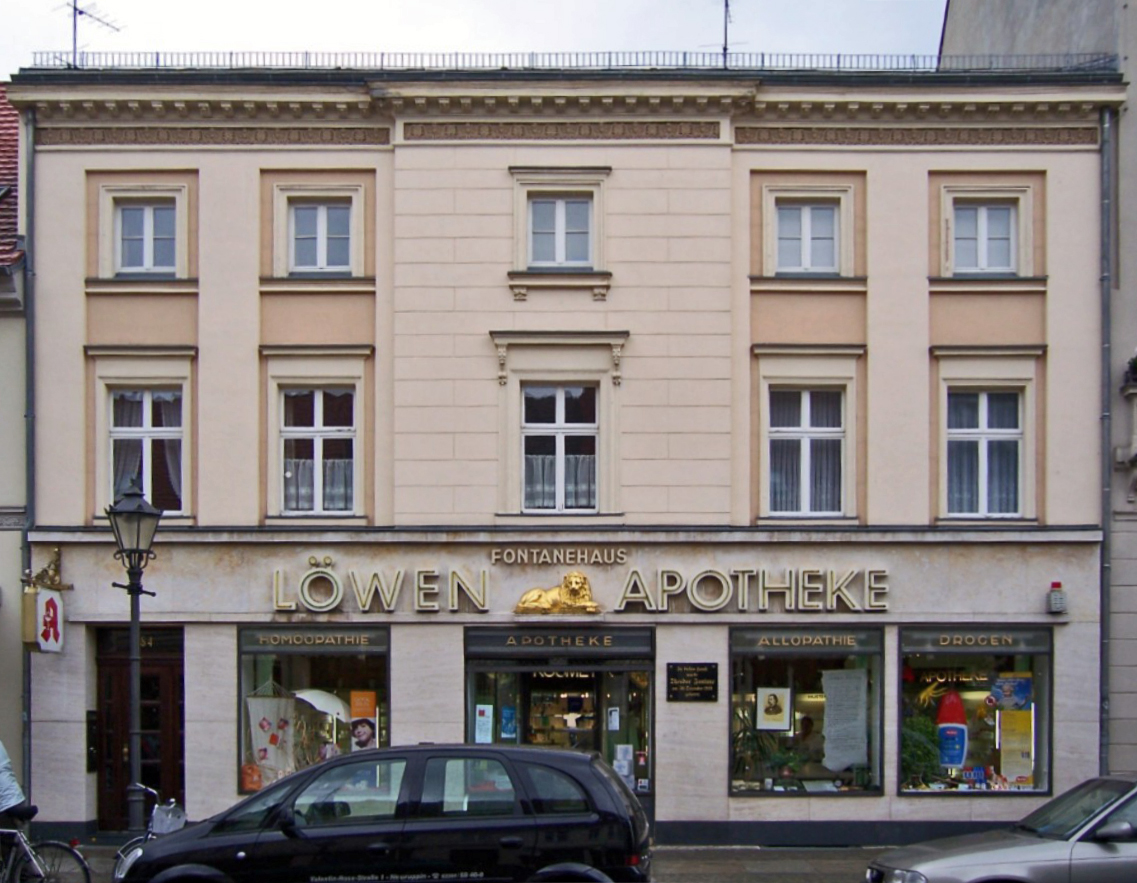
Fontane-Geburtshaus in Neuruppin (Löwen-Apotheke in der Karl-Marx-Straße 84)

Mit einem Hochzeitsgeschenk seines Vaters zur Existenzgründung ausgestattet, kaufte Louis Henri sogleich die Löwen-Apotheke in Neuruppin, in deren Obergeschoss der am 30. Dezember 1819 zur Welt gekommene Theodor seine ersten Jahre verbrachte. 1826 aber hatte Louis Henri bereits so beträchtliche Spielschulden angehäuft, dass er die Apotheke wieder verkaufen musste, zu seinem Glück mit beträchtlichem Gewinn. Die Familie bezog eine Mietwohnung, während der Vater auf der Suche nach einer neuen günstigen Apotheken-Kaufgelegenheit durch die Lande reiste.

### Swinemünder Kindheit
Nach dem Erwerb der Adler-Apotheke in Swinemünde nahm Louis Henri Fontane seinen Sohn Theodor mit in das neue Domizil, während seine Frau auf die turbulenten Entwicklungen mit einer Nervenkrise reagierte, sich in Behandlung begab und dem neuen Wohnort fürs Erste fernblieb. Es sind hauptsächlich Beobachtungen und Erlebnisse der Zeit in Swinemünde, die Fontane in Meine Kinderjahre zum Thema machte, nachdem er in einer mentalen Krise im 73. Lebensjahr von seinem Arzt dazu angeregt worden war, Lebenserinnerungen zu verfassen. Als sich die Familie in Swinemünde einfand, war die Stadt gerade dabei, sich als Seebad nach dem Vorbild Brightons zu etablieren, mit Stegen von den Dünen zum Wasser, mit Badehütten und einem Warmbad sowie einem Spielcasino.
Die von den Dampfschiffen mitgebrachten Zeitungen im elterlichen Haushalt beschäftigen auch den zehnjährigen Theodor bereits stark. Gespannt verfolgte er u. a. die Julirevolution von 1830 in Frankreich und legte mit solcher Lektüre die Anfänge seiner politischen und zeitgeschichtlichen Bildung. Beim Schwimmen, Rudern und Steuern im Wasser kam er nach eigenem Bekunden auf keinen grünen Zweig, anders als bei seiner Paradedisziplin, dem Stelzenlaufen. Mit der erhaltenen Erziehung erklärte sich der alte Fontane vollauf zufrieden: „Legt man den Akzent auf die Menge, versteht man unter Erziehung ein fortgesetztes Aufpassen, Ermahnen und Verbessern, ein mit der Gerechtigkeitswaage beständig abgewogenes Lohnen und Strafen, so wurden wir gar nicht erzogen; versteht man aber unter Erziehung nichts weiter, als ‚in guter Sitte ein gutes Beispiel geben‘ und im übrigen das Bestreben, einen jungen Baum, bei kaum fühlbarer Anfestigung an einen Stab, in reiner Luft, fröhlich und frei aufwachsen zu lassen, so wurden wir ganz wundervoll erzogen.“
Mit dem regulären Schulunterricht hatte der kleine Theodor in Swinemünde nur kurzzeitig zu tun. Denn als die Mutter hinzukam, hielt sie den Sohn unter dem Einfluss der Schulkameraden für leicht verwahrlost und meldete ihn umgehend ab. Fortan gaben erst die Eltern und danach aushäusige Privatlehrer in „besseren Kreisen“ Theodor Unterricht. Von dem seines Vaters, der für Latein- und Französischvokabeln sowie für Geographie und Geschichte zuständig war, schwärmte der alte Fontane im Rückblick, dass er bei aller fehlenden Systematik mehr dabei gelernt habe, „als bei manchem berühmten Lehrer.“ Doch gefiel ihm anschließend auch jener Hauslehrer Dr. Lau, der ihn gemeinsam mit einigen anderen Honoratiorenkindern im Hause des Kommerzienrats Krause unterrichtete. „Dieser verstand es auch, einem allerlei kleine Geschichten, woran eine Kinderseele hängt, zu vermitteln, aber weil er zugleich ein geschulter Mann war, so tat er alles in Ordnung und Zusammenhang und das bißchen Rückgrat, was mein Wissen hat, verdank‘ ich ihm.“

### Zurück in Neuruppin
Noch zwei weitere Hauslehrer, denen er nichts abgewann, unterrichteten Fontane in Swinemünde, bevor er als unterdessen 12-Jähriger mit seiner Mutter auf die Reise zurück nach Neuruppin ging, um dort das Friedrich-Wilhelms-Gymnasium zu besuchen, zu dessen Schülern auch Karl Friedrich Schinkel gehört hatte. Nach der mit Leichtigkeit bestandenen Leseprobe beim Schuldirektor wurde Fontane in die Jahrgangsstufe Quarta aufgenommen.
Nach Neuruppin hinein bestanden seitens der Fontanes weiterhin familiäre Beziehungen und Patenschaftsverhältnisse, so auch zur reformierten Pastorenfamilie Bientz. Superintendent Bientz hatte alle Fontane-Kinder getauft; Theodor kam dort in Pension und lernte damit die Pastorenwelt, die in seinen Romanen vielfach vorkommen sollte, von innen kennen.
Nur anderthalb Jahre dauerte Fontanes Gymnasialzeit in seiner Geburtsstadt, deren bekannten Söhnen – neben Schinkel der Reitergeneral Hans Joachim von Zieten und der sehr erfolgreiche Unternehmer Johann Christian Gentz – in den Wanderungen durch die Mark Brandenburg ein besonderes Augenmerk gilt. Später klagte Fontane gelegentlich, dass ihm der Verbleib am Gymnasium und das Abitur vom Vater verstellt worden seien; ob und wie sehr er selbst sich während dieser Schulzeit darum bemüht hat, steht allerdings dahin.

### Nachwuchsapotheker
Das väterliche Bestreben sah für Theodor ebenfalls eine Apotheker-Existenz vor. Deshalb kam er im September 1833 nach Berlin in die Obhut von August Fontane, dem Halbbruder seines Vaters, und trat in die Berliner Gewerbeschule von Karl Friedrich Klöden ein, auf der er 1835 die mittlere Reife erlangte. Zu dem, was er später – in einem Sammelband neben anderen bekannten Schriftstellern – als Geschichte seines Erstlingswerks vorstellte, inspirierte ihn sein dortiger Deutschlehrer Philipp Wackernagel: Dabei handelte es sich um einen Hausaufsatz über die Schlacht bei Großbeeren. Doch verließ er auch die Gewerbeschule nach Durchlaufen einer weiteren Klassenstufe im Frühjahr 1836 vorzeitig, um eine Ausbildung zum Apotheker in der von Schinkel umgebauten Berliner Apotheke Zum weißen Schwan bei Wilhelm Rose zu beginnen. Dabei handelte es sich um eine der ältesten und renommiertesten Berliner Apotheken, gelegen an der Spandauer Straße 77 im Heilige-Geist-Viertel. Im Abschlusszeugnis für seine Lehrzeit hieß es am 9. Januar 1840, er habe auch seine Mußestunden „fleißig zum Studium pharmazeutischer und anderer damit verbundener Wissenschaften“ genutzt.

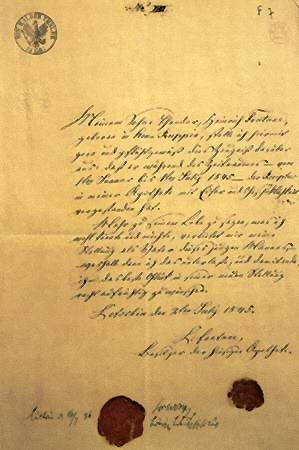
Empfehlungsschreiben für Fontane von seinem Vater (1845)

Fünf Gehilfenjahre im Apothekendienst und die Examensprüfungen lagen nun vor Theodor Fontane, der offenbar die Approbation zum Apotheker erster Klasse in Preußen anstrebte und damit die Existenz eines Selbständigen mit eigener Apotheke. Das erste Jahr absolvierte er weiterhin bei Wilhelm Rose, dann ging er für nur drei Monate Apothekendienst nach Burg (bei Magdeburg), wo er sich so langweilte, dass er sich für eine Anstellung im weltläufigeren und seinen Schriftstellerambitionen förderlicheren Leipzig bewarb. Eine schwere Typhus-Erkrankung konnte Fontane binnen drei Monaten auskurieren und dann erst vom April 1841 bis Februar 1842 in die Leipziger Adler-Apotheke eintreten. Dort erlitt er einen weiteren, annähernd zweimonatigen Krankheitsschub und bekam ab Juli 1842 eine Anstellung bis Ende März 1843 bei Gustav Adolph Struve in der Salomonis-Apotheke in Dresden. Damit waren drei Jahre seiner Gehilfenzeit absolviert, und er begab sich nach Letschin, wo sein Vater unterdessen eine weitere Apotheke übernommen hatte. Sohn Theodor schwankte unterdessen zwischen verschiedenen Optionen: Abitur nachmachen und mit Pharmaziestudien die Gehilfenzeit abkürzen oder sich gleich zum Schriftsteller machen. Jedenfalls setzte er darauf, statt der dreijährigen Militärdienstverpflichtung sich als Einjährig-Freiwilliger melden zu können, brauchte dafür aber eine Behördenbescheinigung, die bald ein Dreivierteljahr auf sich warten ließ. Was er währenddessen in der Letschiner Apotheke geleistet hat, bleibt offen; das väterliche Zeugnis aber ging über jedwede Abwesenheit und zeitliche Unstimmigkeiten hinweg und stellte den Sohn in ein ähnliches günstiges Licht wie die von den Kollegen erteilten Zeugnisse.

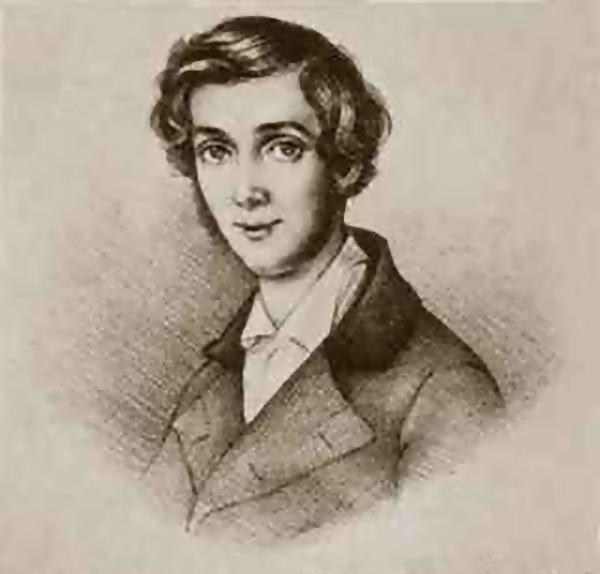
Theodor Fontane (Georg Friedrich Kersting, 1843)

Vom 1. April 1844 bis zum 31. März 1845 leistete er beim Kaiser Franz Garde-Grenadier-Regiment Nr. 2 seinen Militärdienst als Einjährig-Freiwilliger und wurde mit dem Dienstgrad Corporal (Unteroffizier) regulär entlassen. In dieser Zeit unternahm er auf Einladung seines Schulfreundes Ökonomierat Hermann Scherz (1818–1888) seine erste, auf 14 Tage angelegte Englandreise.
Nach Absolvierung des Militärdienstes verbrachte Fontane sein letztes Gehilfenpflichtjahr in der Berliner Polnischen Apotheke von Julius Eduard Schacht und bestand die darauffolgende Prüfung, durch die er im März 1847 seine Approbation als „Apotheker erster Klasse“ erhielt. Im Sommer 1847 bemühte er sich um den Kauf der Löwen-Apotheke in Frankfurt an der Oder, kam aber nicht zum Zuge. So trat er am 1. Oktober des Jahres eine Stelle als Provisor in der Berliner Apotheke „Zum schwarzen Adler“ an.

### Dichter- und Schriftstellerambitionen
Interesse am Schreiben hatte Fontane schon als Elfjähriger in Swinemünde erkennen lassen, als er ein „Geschichten-Buch“ mit einem Durchgang durch die europäische Geschichte von der Teilung des Karolingischen Reiches bis zum Spanischen Erbfolgekrieg verfasste. Stolz versicherte er darin am Schluss die alleinige Urheberschaft als „ehrlicher Neuruppiner“. Mit seinen Geschichtskenntnissen nahm er auch während seiner kurzen Gymnasialzeit eine Sonderstellung unter älteren Mitschülern ein, die er auf diesbezügliche Prüfungen vorbereitete. Zu dieser Zeit wollte er selbst noch Geschichtsprofessor werden.
Während seiner Lehrzeit im „Weißen Schwan“ bei Wilhelm Rose, der Alexander von Humboldt bei seiner Russlanderkundung begleitet und unterdessen einen Lesezirkel mitbegründet hatte, zog Fontane nach eigenem Bekunden den größten Nutzen von den in rascher Folge in die Apotheke gelieferten Ausgaben des Telegraph für Deutschland, einer Zeitschrift, die bevorzugt von Autoren des Jungen Deutschland beschickt wurde, darunter Friedrich Engels, Friedrich Hebbel und Georg Herwegh. Hier trat man für Freiheit, Demokratie und soziale Gerechtigkeit ein und protestierte gegen das herrschende Restaurationssystem. Fontane nutzte seine Mittagspausen in der Apotheke bevorzugt als Gelegenheiten, sich selbst als Dichter zu betätigen. Am Ende seiner Lehrzeit erschien als erste Publikation im Berliner Figaro seine Novelle Geschwisterliebe.
Bald darauf konnte er erste Gedichte veröffentlichen und verkehrte dadurch bestärkt fortan auch in literarischen Gesellschaften. In Leipzig schloss er sich dem Robert Blum eng verbundenen Herwegh-Klub an, stand in Kontakt zu dem Redakteur Georg Günther und fand in der Literaturzeitschrift Eisenbahn. Unterhaltungsblatt für die gebildete Welt bis 1844 ein Publikationsorgan für fast alle seine Texte, darunter auch Betrachtungen zur Theaterszene und zur politischen Lage. Man bot ihm sogar an, die Redaktion dieser Literaturzeitschrift zu übernehmen; Fontane lehnte jedoch ab und hielt an seiner Ausbildung zum Apotheker fest. Mit einigem Enthusiasmus erwanderte sich Fontane in seiner Leipziger Zeit die umliegenden historischen Schlachtfelder der Befreiungskriege: „Daß die Freiheit noch nicht da war, machte mich nicht weiter tief unglücklich; ja vielleicht war es ein Glück für mich, ich hätte sonst nicht nach ihr rufen können. Immer erst spät abends kam ich von solchen Ausflügen zurück und freute mich, je müder ich war. Mir war dann zu Sinn, als hätt‘ ich mitgesiegt.“
Eine mehr als zwei Jahrzehnte währende Bindung ging Fontane zu dem Berliner Literaturverein Tunnel über der Spree ein, dessen Mitglieder jeweils eigene literarische Proben, genannt „Späne“, den anderen zur kritischen Begutachtung mündlich vortrugen. Man traf sich immer sonntags ab 17 Uhr, daher der Zweitname „Berliner Sonntagsverein“. Offizielles Mitglied wurde der von seinem Freund Bernhard von Lepel eingeführte Fontane nach halbjähriger Probezeit im September 1844 während seiner einjährigen Militärzeit. Er nutzte den Tunnel als Forum zur wöchentlichen Diskussion seiner selbst erstellten Texte. Damit behielt er als angehender Apotheker einen Fuß in der Literatur und konnte im Verein entsprechende Netzwerke knüpfen.
Mit seinen Textproben fand der von Herwegh Kommende unter den vorwiegend konservativen Tunnel-Literaten zunächst kaum positive Resonanz. Die Urteilsfindung im Tunnelverein über die „Späne“ genannten, mündlich vorgetragenen Textpräsentationen Vortrag war laut Fontane recht rigide: „Die Tunnelschablone kannte nur vier Urteile: sehr gut, gut, schlecht und ‚verfehlt‘. Letzteres war besonders beliebt. Von fünf Sachen waren immer vier verfehlt.“
Den ersten großen Erfolg in diesem Kreis erzielte er mit seiner nach der ersten England-Reise vorgetragenen Ballade Tower-Brand, die nach seinem Eindruck geradezu enthusiastisch aufgenommen wurde und mit der er das für ihn passende literarische Genre gefunden zu haben meinte. Mit den Balladenzyklen Von der schönen Rosamunde nach dem Vorbild Thomas Percys sowie Männer und Helden zu bekannten Gestalten des preußischen Militärs waren Fontanes Stoffgebiete umrissen: Englisch-Schottisches und Historisch-Preußisches. Für die Tower-Ballade dichtete Fontane ein einprägsames Ende: „Wieder, wenn es Nacht geworden, wenn’s im Tower leer und stumm / Gehen die Geister der Erschlagenen in den Korridoren um, / Durch die Lüfte weht Geflüster, klagend dann wie Herbsteswehn, / Mancher wird im Mondenschimmer noch die Schatten schreiten sehn.“

### Revolutionssympathisant
Fontane war approbierter Apotheker und Provisor in der Berliner Apotheke „Zum Schwarzen Adler“, als die Wellen der europäischen Revolutionen 1848/1849 Berlin erreichten. Während aller Phasen des Revolutionsverlaufs bis zur Niederschlagung letzter schleswig-holsteinischer Aufgebote im Jahr 1850 war Fontane engagiert dabei: unter Barrikadenkämpfern, als Wahlmann für die Frankfurter Nationalversammlung und als Journalist für zwei prorevolutionäre demokratische Zeitungen.
Seinen Beitrag zu den revolutionären Aktivitäten am 18. März in Berlin kommentierte Fontane im Rückblick leicht ironisch. Am Anfang alles Großen habe für ihn das Sturmläuten gestanden, also habe er das in der nahegelegenen Georgenkirche in Gang bringen wollen, die aber – „alle protestantischen Kirchen sind immer zu“ – erst gewaltsam zugänglich gemacht werden musste. Ein bereits etwas wackliger Wäscheleinenpfahl schien ihm als Instrument geeignet, erwies sich aber als widerständig, „und nachdem ich mich ein paar Minuten lang wie wahnsinnig mit ihm abgequält und sozusagen mein bestes Pulver – denn ich kam nachher nicht mehr zu rechter Kraft – an ihm verschossen hatte, mußt‘ ich es aufgeben.“ Fontane bescheinigte sich ein gescheitertes Debüt als Sturmläuter. Hans Dieter Zimmermann kommentiert: „Man denke. Ein angesehenes Mitglied des konservativen Sonntagsvereins Tunnel über der Spree, das dort mit preußischen Heldenballaden reüssierte, die ihr Leben für den König gaben, wollte die Glocken läuten für den Sturm auf den Königspalast.“
Kurz darauf ließ er sich nach eigenem Bekunden von einem Straßenzug mitreißen, dessen Teilnehmer alsbald das Königsstädtische Theater stürmten, um sich aus den Requisiten mit Barrikadenmaterial und Waffen auszustatten, darunter Degen, Speere und mehrere Dutzend kleine Gewehre. „Ich war unter den ersten, denen eines dieser Gewehre zufiel und hatte momentan denn auch den Glauben, daß einer Heldenlaufbahn meinerseits nichts weiter im Wege stehe.“ Nah beim Alexanderplatz konnte man sich in einem Eckladen mit Pulver eindecken. „So fehlte denn an meiner Ausrüstung nichts weiter als Kugeln; aber ich hatte vor, wenn sich diese nicht finden sollten, entweder Murmeln oder kleine Geldstücke einzuladen.“ In „fieberhafter Erregung“ lud er den Gewehrlauf mit reichlich Pulver. Als ihn jemand dabei ansprach, stellte sich ihm sein bisheriges Tun, zumal angesichts seiner militärischen Vorbildung, auf einmal „im Lichte einer traurigen Kinderei“ dar. In der Nachbetrachtung des alten Fontane heißt es dazu: „Heldentum ist eine wundervolle Sache, so ziemlich das Schönste was es gibt, aber es muß echt sein. Und zur Echtheit, auch in diesen Dingen, gehört Sinn und Verstand. Fehlt das, so habe ich dem Heldentum gegenüber sehr gemischte Gefühle.“
Vom aktiven Straßenkampf hielt Fontane sich fortan fern und verlegte sich auf teilnehmende Beobachtung und politische Artikelbeiträge. Er schrieb für die demokratische Tageszeitung Berliner Zeitungshalle von August 1848 bis zu ihrem Verbot im November des Jahres. In seinem ersten Artikel für das Blatt erklärte er die Selbstauflösung Preußens als unabdingbare Voraussetzung für die Gründung eines deutschen Nationalstaates. Die mit der Hohenzollern-Monarchie verbundene Staatsform sei mit einer Republikanisierung Deutschlands nicht vereinbar. „Jeder andere Staat mag in Deutschland aufgehen; gerade Preußen muß darin untergehen. […] Preußen war eine Lüge, das Licht der Wahrheit bricht an und gibt der Lüge den Tod.“
Sorge bereitete Fontanes publizistisches Engagement auch gegen das Widererstarken der alten Mächte vor allem seinen Verwandten in Letschin. Durch familiäre Vermittlung gelang es, Fontane für ein Jahr außerhalb der Berliner Stadttore an das Diakonissenhaus Bethanien zu vermitteln, wo er die Krankenhaus-Apotheke leiten und zwei Diakonissen pharmazeutisch ausbilden sollte. Vor möglicher Inhaftierung als Radikaler schien er in diesem konservativen Umfeld einigermaßen geschützt. Er ging im Bethanien keiner ihn sonderlich fordernden Tätigkeit nach, sondern erübrigte viel Zeit und Muße für die eigenen Interessen.

### Familiengründung
Als die befristete Anstellung im Bethanien im September 1849 endete, hatte Fontane keine Lust mehr auf eine weitere Apothekenanstellung. „In einen elenden Durchschnittskasten mit schlechter Luft und schlechtem Bett wieder hineinkriechen, bei Tisch ein zähes Stück Fleisch hinunterzukauen und den Tag über allerlei Kompaniechirurgenwitze – die’s damals noch gab – mit anhören zu müssen, all das hatte was geradezu Schauerliches, und nach ernstlichem Erwägen kam ich endlich zu dem Schluß: es sei das Beste für mich, den ganzen Kram an den Nagel zu hängen und mich. Auf jede Gefahr hin, auf die eigenen zwei Beine zu stellen.“ Dem Freund Bernhard von Lepel erläuterte er 1849 brieflich seine Misere: „Es gibt mehr denn 2 Dutzend Posten, zu denen ich nicht schlechter wie andere Menschenkinder zu verwenden wäre. Geschäftsführer einer Apotheke, Eisenbahnbeamter, Sekretär, Kalkulator, Registrator, Lehrer in Chemie, Geographie und Geschichte, Konstabler-Wachtmeister, Redakteur einer gesinnungslosen Zeitschrift, ministerieller Zeitungsleser und Berichterstatter, Billetteur eines Theaters, Bücher-Croupier in der Königl. Bibliothek und noch hundert andre Dinge könnte ich so gut werden wie alle die Hinze und Kunze, denen das Glück des Lebens in Gestalt von 400 Talern, so reichlich zufließt.“ Es folgen Ausführungen über die ihm obliegende, enervierende Lehrlingsbeaufsichtigung in der Apotheke, etwa beim Zubereiten von China-Pomade bzw. Haarschmiere. „Und dabei: Streben nach Unsterblichkeit. Wahrlich, der Platensche Nimmermann, der auf dem Nachtstuhl Tragödie macht, ist an Lächerlichkeit ein Quark dagegen.“ Fontane mietete eine Wohnung in der Luisenstraße, nahe der Charité, an und wollte sich künftig als Schriftsteller durchschlagen.

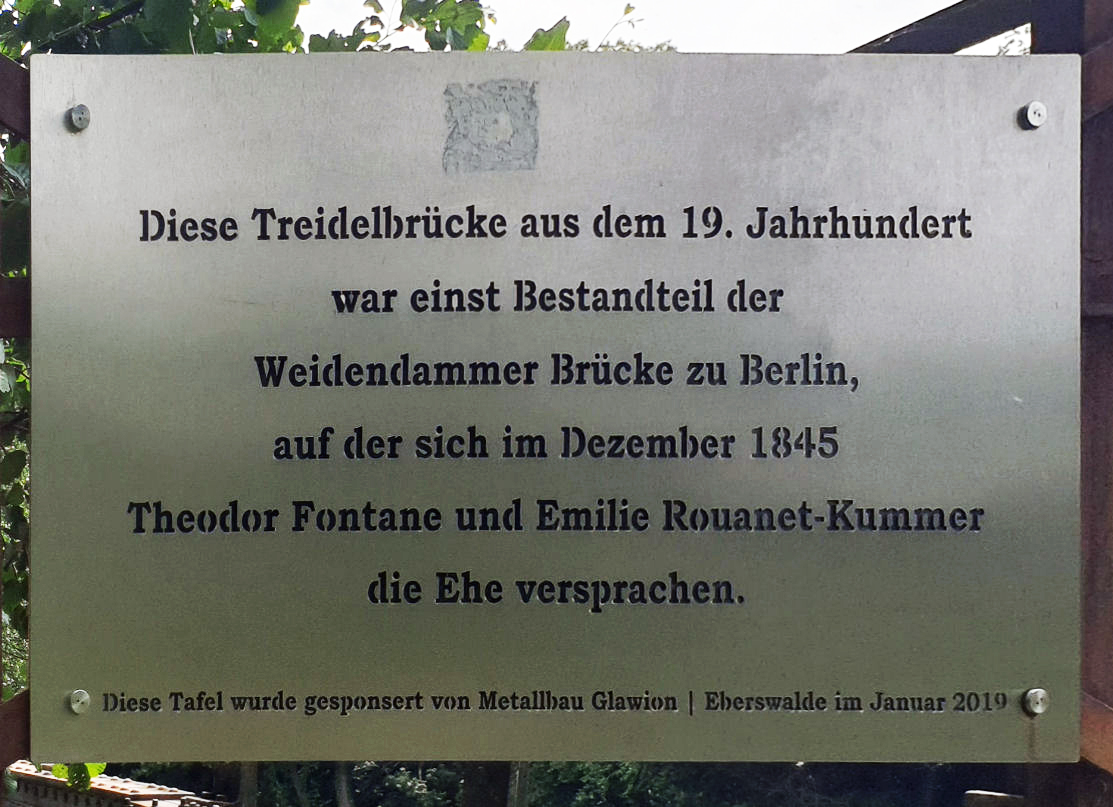
Gedenktafel in Eberswalde

Auf einer Sommerreise 1850 nach Schleswig-Holstein, womöglich als entfernter Beobachter der Schlacht bei Idstedt, erreichte ihn durch Vermittlung Bernhard von Lepels die Nachricht, dass er unter Wilhelm von Merckel zum 1. August eine ordentlich dotierte Anstellung im Literarischen Kabinett bekommen könnte, einer Einrichtung des preußischen Innenministeriums, mit der Einfluss auf die Presse genommen und Informationen über die in- und ausländische Berichterstattung gewonnen werden sollten. Daraufhin schrieb er seiner Verlobten Emilie Rouanet-Kummer umgehend, dass nun zeitnah geheiratet werden könne. Die Verlobung lag da bereits fast fünf Jahre zurück, in denen Emilie lange darauf gewartet hatte, einen gut situierten Apotheker zum Mann zu bekommen, sich aber zuletzt auch mit seinen Schriftsteller-Ambitionen arrangiert hatte. Die Hochzeit fand am 16. Oktober 1850 statt.
Der innere Widerstreit zwischen freiheitlich-revolutionären Impulsen und dem Streben nach einer gesicherten Existenzgrundlage für die Familie hat Fontane nicht nur in der Phase des Widererstarkens der Reaktion nach 1849 beschäftigt und endete nicht mit der Hochzeit. In einem Schreiben an Gustav Schwab, den er als Anlaufadresse für die Publikation eigener Dichtung gewinnen wollte, äußerte er sich im April 1850 zu seinen Perspektiven trocken-sarkastisch: „Mein Streben geht nach einer subalternen Stellung im Unterrichtsministerium.“  Die innere Distanz zu den Aufträgen, die er in seinen diversen regierungsnahen Tätigkeitsbereichen später immer wieder verspürte, führte mehrfach zu seinem Wieder-Ausscheiden aus übernommenen Funktionen. Noch während seines England-Aufenthalts 1852 beschäftigte er sich auch mit der Option, dort eine Apotheke zu übernehmen.
Der Nachwuchs in der jungen Familie ließ nicht lange auf sich warten. Am 14. August 1851 kam als erstes Kind der Sohn George zur Welt (er starb 1887 in Lichterfelde nach einem Blinddarmdurchbruch). Die drei darauffolgenden Söhne Rudolf (* 1852), Peter Paul (* 1853) und Ulrich (* 1855) starben kurz nach der Geburt. Als fünftes Kind wurde der Sohn Theodor (1856–1933), genannt Theo, geboren. Auf die einzige Tochter namens Martha (1860–1917), genannt Mete, die später Karl Emil Otto Fritsch heiratete, folgte 1864 schließlich sein letzter Sohn Friedrich Fontane (gestorben 1941 in Neuruppin).

### Journalist in Regierungsdiensten
Die Stelle im Literarischen Kabinett verlor Fontane bereits nach fünf Monaten, als dessen sämtlichen bisherigen Mitarbeitern nach einer streng konservativen Regierungsumbildung unter Otto Theodor von Manteuffel gekündigt wurde. Mit Aushilfsjobs wie einer Krankheitsvertretung im Bethanien oder als Hauslehrer für diverse Unterrichtsfächer suchte er sich finanziell über Wasser zu halten. Doch waren die Einkünfte so dürftig, dass er sich im November 1851 erneut in die nun „Centralstelle für Preßangelegenheiten“ gennannte Regierungsabteilung für Öffentlichkeitsarbeit einstellen ließ. Hier hatte er Aufträge zu erledigen, die ihm Freunden wie Lepel gegenüber äußerst peinlich waren, so zum Beispiel ein „Glorifikations-Gedicht für Herrn v. Manteuffel“: „Ich debütiere mit Ottaven zu Ehren Manteuffels. Inhalt: der Ministerpräsident zertritt den (unvermeidlichen) Drachen der Revolution. Sehr nett!“
Seine Aufgabe vor Ort bestand darin, zu Zeiten des Krimkriegs die englische Presse auszuwerten und die diesbezüglichen Ergebnisse verbunden mit eigenen Reflexionen nach Berlin zu übermitteln. Von 1856 an konnte er diese Stelle dann als politischer und kultureller Korrespondent ausüben, der über Englands gesellschaftliche und kulturelle Entwicklung auf dem Laufenden hielt. 1858 unternahm er mit Bernhard von Lepel eine Schottland-Reise, deren Haupteindrücke er unter dem Titel Jenseit des Tweed literarisch fasste und veröffentlichte. Poetischer Höhepunkt dieser Reise war für Fontane der Besuch von Abbotsford, dem Wohnsitz von Walter Scott, der laut Fontane „immer die Stätte bleibt, wo der Wunderbaum der Romantik seine schönsten und vor allem seine gesundesten Blüten trieb.“
Als die Regierung Manteuffel von der Neuen Ära abgelöst wurde, stellte auch Fontane mit der Kündigung seiner England-Mission im Dezember 1858 die Weichen für sein berufliches Dasein neu. Allerdings fehlte es ihm und seiner Familie zurück in Berlin vorderhand an einer gesicherten Existenzgrundlage, zumal er 1860 die Centralstelle endgültig verlassen musste. Durch Vermittlung seines Tunnel-Freundes George Hesekiel erhielt er eine Festanstellung bei der konservativen Kreuzzeitung, für die er bis dahin bereits mitunter Artikel geschrieben hatte. Hier fand er für die nächsten 10 Jahre seinen Platz in der Redaktion und passte sich in seinen Kommentaren politisch erkennbar an. Laut Günther Rüther kennzeichnet seine Beiträge für die Kreuzzeitung zuweilen ein antidemokratischer, deutsch-nationaler Ton.

### Märkischer Wanderer und gescheiterter Konservativer

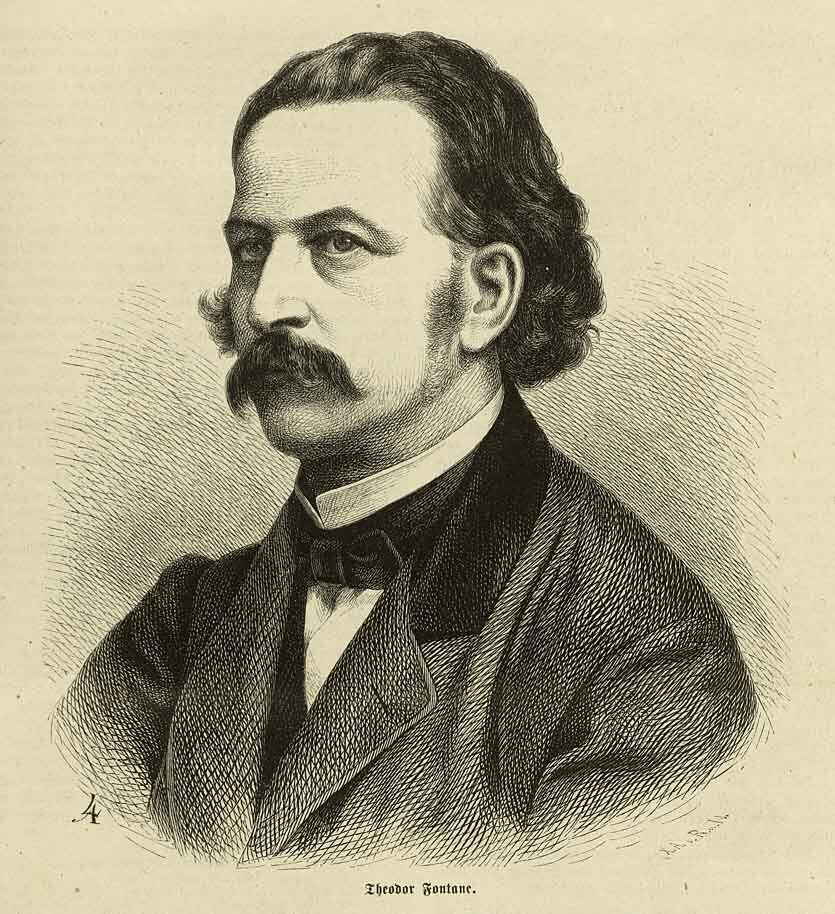
Theodor Fontane, um 1860

Dem England-Korrespondenten der Kreuzzeitung stand nebenher hinreichend Zeit zur Verfügung für seine Ausflüge zur Erkundung der Mark Brandenburg, für die er anfangs auch den Verleger Wilhelm Ludwig Hertz als Mitreisenden gewinnen konnte. Die Idee dazu war ihm auf seiner Schottlandreise gekommen. Auf der Bootsrückfahrt vom Douglas-Schloss über den Kinroß-See kamen ihm Schloss Rheinsberg und der Rheinsberger See in den Sinn; und er fasste den Entschluss, die Mark Brandenburg und ihre Schlösser und Seen beschreiben zu wollen – ein Vorhaben, das ihn dann zwei Jahrzehnte beschäftige. Auch hier ging es wie in Jenseits des Tweed um bekannte historische Gestalten und ihre Lebensweise. „Maria Stuart und Walter Scott weichen dem Grafen von Ruppin, Graf und Gräfin Itzenplitz und dem alten Derfflinger.“ Mit den Wanderungen durch die Mark Brandenburg hat Fontane das Geschichtsbild von der Entstehung der Mark Brandenburg weitgehend geprägt. Für ihn selbst stellte sich das Verfassen der beiden ersten Bände als wichtiger Entwicklungsschritt dar. Seiner Frau schrieb er im August 1882, er sei erst danach zu einem Schriftsteller geworden, „d. h. ein Mann, der sein Metier als Kunst betreibt.“
Fontanes Primärzuständigkeit in der Kreuzzeitung betraf nicht nur Enland, sondern das British Empire insgesamt sowie die USA und Skandinavien. Da er auch vordem bereits mit Beiträgen in der Kreuzzeitung vertreten war, bestand der Unterschied hauptsächlich in der nunmehrigen Festanstellung. Wie schon in früheren Funktionen übernahm Fontane nun auch hier die Berichterstattung über Kunst- und Gewerbeausstellungen. Späterhin war er bemüht, seine Mitarbeit in diesem erzkonservativen Blatt zu marginalisieren und zu verkleinern. Lieber gleich ganz verschwiegen hätte Fontane laut D’Aprile, „dass er von der Kreuzzeitung auch als offizieller Repräsentant beim neugegründeten Journalistenverband Verein Berliner Presse sowie als Wahlmann im letzten Aufgebot der Konservativen Partei bei den für sie aussichtslosen Parlamentswahlen im Frühjahr 1862 abgeordnet worden ist.“ Dazu bewogen hatte ihn im Zuge des preußischen Verfassungskonflikts der damals im selben Haus in der Tempelhofer Straße 51 wohnende Leopold von Ledebur. Die erfolglose Kandidatur trug ihm nichts ein außer der deutlichen Erkennbarkeit in einer Karikatur des Kladderadatsch.
Danach setzte Fontane seine Wanderungen ins Märkische fort. Es sei unmöglich, urteilte Gordon A. Craig, nicht beeindruckt zu sein „von dem ungeheuren Fleiß“, mit dem Fontane Familienarchive, Kirchenbücher, alte Chroniken und vergessene regionale Aufzeichnungen durchforscht und seine Kenntnisse in Gesprächen mit den Nachkommen alteingesessener Familien erweitert habe. D'Aprile sieht die Publikation der Wanderungen durch die Mark Brandenburg als ein „journalistisches Meisterstück“ Fontanes, basierend auf seinen historischen und geographischen Interessen sowie einem über die ganze Provinz sich erstreckenden Informationsnetzwerk. Als versierter Tourist und Reisejournalist habe er seine Kompetenzen der Vor-Ort-Recherche und der narrativen Gestaltung des Stoffes zusammengeführt.

### Kriegschronist in Gefahr
Während der Arbeiten an den Wanderungen geriet Fontane im August 1864 über einen ministeriellen Auftrag in Hochstimmung: Er soll ein Werk über den Deutsch-Dänischen Krieg verfassen, das im Verlag der Königlichen Geheimen Hofdruckerei erscheinen wird. Das Projekt in seinen da noch gar nicht absehbaren Weiterungen sollte ihn insgesamt 12 Jahre intensiv in Anspruch nehmen, denn auch zum Preußisch-Österreichischen Krieg 1866 und zum Deutsch-Französischen Krieg 1870/71 blieb er als Kriegsberichterstatter gefordert. Insgesamt erschienen schließlich viertausend Seiten Kriegsgeschichte in acht Bänden, dazu die ebenfalls einschlägigen autobiographischen Schriften Kriegsgefangen. Erlebtes 1870 und Aus den Tagen der Okkupation (1871). „Auftragsbedingt waren ihm die Erfordernisse der preußischen Kriegspropaganda präsent, doch er legte größten Wert auf Vielstimmigkeit und Multiperspektivität.“ Außer preußischen Quellen nutzte er die der jeweiligen Kriegskontrahenten; neben offiziellen Darstellungen wurden auch Eindrücke von Bauern und Soldaten wiedergegeben. Jeweils nach dem Waffenstillstandsabkommen bereiste Fontane zwecks eigener Anschauung und auf eigenes Risiko die Orte der Kampfhandlungen in Dänemark, Böhmen und Frankreich.
Der Historiker Craig bescheinigte Fontane einen bereits seit Kindertagen von den Napoleonischen Feldzügen genährten, eingehenden militärischen Sachverstand. „Er kannte die taktischen Regeln und Bewegungen, die eine Armee zu einem erfolgreichen Kampfverband machen. Er war sich der Bedeutung der Kommandostruktur, der Verantwortlichkeiten und der Methoden bewußt, die für ihren Einsatz gelten, und kannte auch den offiziellen Dienstweg, auf dem Befehle und Meldungen bis zur kleinsten Einheit weitergegeben werden.“ Mit Fleiß und Methode habe er sein Wissen vertieft, Strategien und Operationen gründlich recherchiert, Briefe und Schilderungen von Frontsoldaten beider Seiten einbezogen und seiner Darstellung dergestalt Authentizität und Farbe verliehen. Zudem weise das Buch Der Krieg gegen Frankreich ein beeindruckendes Quellenverzeichnis auf, das nicht nur alle damals verfügbaren offiziellen und halboffiziellen diplomatischen und militärischen Werke, Weißbücher und auf Generalstabsakten beruhenden Darstellungen militärischer Operationen umfasse, sondern auch Erinnerungen, Tagebücher und Aufsätze von Soldaten, Journalisten und Privatpersonen in Deutschland, Frankreich und England sowie die Archivunterlagen von zwölf deutschen Tageszeitungen. Fontane habe sich nie von dem verbreiteten Kriegsfieber mitreißen lassen. Mit Blick auf ein besonders blutiges Feuergefecht im Schleswig-Holsteinischen Krieg befand er, der Krieg sei zu einer „Wissenschaft des Tötens“ verkommen.
Drastisch bekam Fontane das Riskante seiner Recherchen auch auf dem Boden der Kriegskontrahenten Preußens zu spüren, als er bereits nach der Schlacht von Sedan, aber noch vor dem Beginn von Friedensverhandlungen zur Schlachtfelderbesichtigung Ende September 1870 nach Frankreich aufbrach. Am 5. Oktober wurde Fontane, der mit rotem Kreuz und weißer Armbinde, aber auch mit einem Revolver ausgestattet war, in Domrémy von Francs-tireurs festgesetzt und den Gerichtsbehörden übergeben wurde. Als er am Folgetag nach peinlichem Verhör die Mitteilung erhielt, ein General werde über ihn entscheiden, wähnte er „das Todtschießen nah“. Nach Festungshaft in Besançon und Freispruch vom Spionageverdacht am 23. Oktober wurde er wegen seiner Nähe zu Militärs „für die Dauer des Krieges“ auf der Île d’Oléron inhaftiert – und kam Ende November 1870 wieder frei.
Verwandte und Freunde in Berlin erreichte die Nachricht von seiner Verhaftung erst Mitte Oktober. Die Unversehrtheit und das Freikommen Fontanes verdanken sich wesentlich der Initiative von Moritz Lazarus, der als Tunnel-Vereinsfreund seine in der Alliance Israélite Universelle geknüpfte Bekanntschaft zum damaligen französischen Justizminister Adolphe Crémieux nutzte und ihm telegrafierte mit der Versicherung, dass Fontane, mit dem er seit 18 Jahren wöchentlich zusammenkomme, vor Ort rein literarischen Zwecken nachgegangen sei. Im Zusammenwirken von Crémieux und Léon Gambetta, dem Anführer der republikanischen Widerstandsregierung, der gerade mit dem Heißluftballon aus dem belagerten Paris entkommen war, kam es zu jenem für Fontane lebensrettenden Freispruch und zu komfortablen Hafterleichterungen, die ihm sogar die unmittelbare Fortsetzung seiner literarischen Arbeiten ermöglichten. Die vielfach verbreitete Annahme, Otto von Bismarck habe mit seinem Telegramm vom 29. Oktober an den amerikanischen Botschafter in Paris Elihu B. Washburne Fontanes Rettung bewirkt, trifft nicht zu: Es datiert sechs Tage nach dem lebensrettenden Freispruch vom Spionageverdacht. Vielmehr verweigerte die preußische Regierung im Nachgang den für Fontanes Freilassung vereinbarten Gefangenenaustausch mit einem französischen Offizier, was wiederum den mit heiler Haut und bei guter Behandlung davongekommenen Fontane erboste.

### Theaterkritiker für „Tante Voss“
Bereits im Frühjahr 1870 war es zu einer heftigen Auseinandersetzung um eine längerfristige finanzielle Absicherung Fontanes zwischen ihm und dem Chefredakteur der Kreuzzeitung Thuiskon Beutner gekommen, die Fontane den letzten Anstoß gab, seine Stelle in der Kreuzzeitung zu kündigen. Seiner mit Tochter Martha gerade in England weilenden Frau Emilie teilte er das erst drei Wochen später brieflich mit. Ihren erwartbaren Schock suchte er zu dämpfen, indem er ihr umfänglich auseinandersetzte, wie das folgende Jahr dennoch finanziell überstanden werden könnte. Tatsächlich erhielt Fontane noch im Sommer 1870 das Angebot, sich der Redaktion der Vossischen Zeitung als Theaterkritiker anzuschließen. Allein dadurch konnte er die Hälfte der weggefallenen Verdienste ausgleichen. Mit weiteren Einnahmen und Unterstützungsleistungen von königlich-ministerieller Seite für seine Kriegsdarstellungen war für ein Auskommen vorerst gesorgt.
Als Zeitung des gehobenen Bürgertums gab sich die Vossische moderat liberal und wurde als „Tante Voss“ halb geliebt und halb verspottet. Das neue Zielpublikum Fontanes war ein bürgerlich-städtisches anstelle des bisherigen ständisch-konservativen der Kreuzzeitung – mit Landadel, Provinzlehrern und Pastoren. Unter den nach Theatern aufgeteilten Zuständigkeiten der Vossischen Theaterkritiker hatte man Fontane die für das Königliche Schauspielhaus übertragen, nachdem der bisher dafür verantwortliche Friedrich Wilhelm Gubitz gerade erst verstorben war. Der Schauspielhaus-Theaterbetrieb unterstand der Aufsicht des königlich-kaiserlichen Hofes, der es vor allem als patriotische Erziehungs- und Erbauungsanstalt für das Berliner Publikum förderte: Shakespeare-Stücke sowie Klassiker-Inszenierungen von Lessing, Goethe, Schiller und Kleist mit einem Aufführungsmonopol für das Königliche Theater, dazu eine breite Palette vaterländischer Historiendramen in tendenziöser Aufbereitung. In den 20 Jahren, die Fontane für die Vossische auf Posten blieb (für ihn reserviert war der nachmals berühmte Parkettplatz 23 im Schauspielhaus, den er selbst als anrempelungsträchtig nicht sonderlich schätzte), hat er rund 700 Aufführungen am Schauspielhaus gesehen und annähernd 650 Theaterrezensionen geschrieben – für die Morgenausgabe ab 1875 teils nach der Vorstellung direkt in der Redaktion, teils daheim, von wo Emilie oder eines der Kinder die Besprechung bei 2 Uhr nachts mit der Droschke zur Druckerei brachte.
Gegenüber Einwänden an seiner Arbeit gab sich Fontane im Einzelfall selbstsicher: „Meine Berechtigung zu meinem Metier ruht auf einem, was mir der Himmel in die Wiege gelegt hat: Feinfühligkeit künstlerischen Dingen gegenüber. An diese meine Eigenschaft hab‘ ich einen festen Glauben; hätt‘ ich ihn nicht, so legte ich heute noch meine Feder als Kritiker nieder. Ich habe ein unbedingtes Vertrauen zu der Richtigkeit meines Empfindens.“ Charakteristisch für Fontanes Rezensionen, so D’Aprile, seien Anschaulichkeit, Wortwitz, überraschende und pointierte Vergleiche, zudem vermeintlich abschweifende, den Kern der Sache jedoch treffende Anekdoten. Dem immer noch gängigen „Ton gelehrter Literaturabhandlungen des höher berufenen Kunstrichters“ habe er „schnoddrige Entakademisierung“ und vermindertes Pathos entgegengesetzt, indem er einer Aufführung beispielsweise nachsagte, sie wirke wie eine matte Limonade. Die eigene Urteilsfähigkeit hielt sich Fontane auch im Rückblick zugute. Jeder ihn Lesende habe stets eine Antwort auf die Frage „weiß oder schwarz“, „Gold oder Blech“ daraus ersehen können.
Mitte der 1870er Jahre suchte Fontane sich in gestaltender Absicht noch einmal für eine Stelle im Staatsdienst zu qualifizieren, für die er wiederum von Literaturvereinsfreunden empfohlen wurde. Es ging um das Amt des Akademiesekretärs in der eben erst zu einem nationalen Kulturinstitut umgewandelten Preußischen Akademie der Künste. Hier standen reizvolle Aufgaben an, die sich infolge der Reichsgründung in Berlin konzentrierten: bauliche und künstlerische Zeichen des Sieges, darunter die Siegessäule, aber auch die Nationalgalerie und der Ausbau der Museumsinsel. Als horizontweitende Vorbereitung auf die angepeilte Bewerbung setzte Fontane 1874 und 1875 jeweils mehrwöchige Italienreisen an, auf denen er die Kunst- und Kulturschätze erst in Venedig, Florenz, Rom und Neapel studierte, dann auch die anderer Kunstmetropolen in Norditalien – ein Besichtigungsmarathon mit umfangreichen Notizen und Reisetagebüchern, erst mit Emilie gemeinsam, dann als Alleinreisender. Tatsächlich erhielt Fontane im Januar 1876 den Zuschlag für die Stelle, die er von März an kommissarisch ausübte. Anders als vorgesehen konnte er jedoch nicht als Geschäftsführer der Akademie mit Gestaltungskompetenzen agieren, sondern sah sich als 56-Jähriger zum bloßen Gehilfen des 32-jährigen Kaisergünstlings und Direktors der gerade gegründeten Hochschule für die bildenden Künste Anton von Werner degradiert. Anfang Mai offiziell in Amt und Würden, kündigte Fontane zum Entsetzen seines Umfelds die Stelle bereits am Monatsende. Der nachmalige Romanschriftsteller Fontane wäre allerdings ohne diesen Schritt kaum vorstellbar. Am 18. Juni hatte Emilie ihren Frieden mit der Kündigungslage anscheinend bereits gemacht, denn sie schrieb ihrem Mann: „Mir klopft das Herz vor Freude, bei dem Gedanken, Dich wiederzusehen. Laß es Dir gut gehen du lieber Sekretär a. D.; es war ein böser Titel. Lächerlich an sich, für Dich – unter der Würde. Nein, wir wollen nun Th. F. leben und sterben. Hoffentlich gemeinsam und gesund noch lange das erstere.“

### Späte Romane à la Fontane
Mit seiner endgültigen Abkehr von jeglicher Tätigkeit in staatlichem Auftrag konnte sich Fontane neben der weitergeführten Theaterkritik nun ganz seinem schriftstellerischen Werk widmen. Nach Abschluss der Arbeiten an Der Krieg gegen Frankreich konzentrierte sich sein Bestreben auf die Umsetzung seiner Romanvorhaben. Als ihm 1879 der Direktor des Märkischen Museums Ernst Friedel anbot, die Redaktion der hauseigenen Schriftenreihe zu übernehmen, lehnte er wortreich dankend ab. Emilie schrieb er, dass er „den ganzen patriotischen Krempel“ satt habe. „Ich will nur noch Roman und Novelle schreiben und mich auf diesem Gebiet legitimiren.“

#### Realismus und Zeitgenössisches als Programm
Worauf Fontane als Romanschriftsteller hinauswollte, lässt sich gelegentlichen verallgemeinernden Äußerungen entnehmen. Über die Bestimmung des realistischen Romans schrieb Fontane in der Vossischen Zeitung, dieser solle „eine Welt der Fiktion auf Augenblicke als eine Welt der Wirklichkeit“ erscheinen lassen. Auch solle er „ein moderner Roman“ sein, „ein Bild der Zeit, der wir selber angehören“, mindestens aber solle er „die Widerspiegelung eines Lebens“ bieten, „an dessen Grenze wir selbst noch standen oder von dem uns unsere Eltern noch erzählten.“ „Das wird der beste Roman sein“, notierte Fontane 1886 bei einer Romanbesprechung, „dessen Gestalten sich in die Gestalten des wirklichen Lebens einreihen, so daß wir in Erinnerung an eine bestimmte Lebensepoche  nicht mehr genau wissen, ob es gelebte oder gelesene Figuren waren, ähnlich wie manche Träume sich unserer mit gleicher Gewalt bemächtigen wie die Wirklichkeit.“
Laut Craig sah Fontane den Auftrag des Romanciers nicht darin, den Leuten Verhaltensempfehlungen zu vermitteln, sondern ihnen zu zeigen, wie die Dinge stünden. „Die Aufgabe des modernen Romans scheint mir darin zu bestehen, ein Leben, eine Gesellschaft, einen Kreis von Menschen abzubilden, die ein unverzerrtes Spiegelbild des Lebens sind, das wir führen.“ Geschehe dies mit der Klarheit und Scharfsicht, mit dem Verständnis und Gefühl, die dem Künstler abverlangt würden, so kämen die Leser in die Lage, die eigene Gesellschaft und ihr Leben darin besser zu begreifen. Veränderungen diesbezüglich anzustreben, bleibe ihnen überlassen.
Visuelle und szenische Erzählverfahren kennzeichnen, so D'Aprile, alle Romananfänge Fontanes. „Die räumlich und zeitlich genaue Lokalisierung des Schauplatzes erzeugt zum einen die für den realistischen Roman grundlegende Wirklichkeitsillusion und führt zugleich in die thematisierten Gesellschaftsschichten und sozialen Konflikte ein.“ So entstehe Raum für die Inszenierung sozialer Realität. „Denn Wohnlage und Wohnambiente kennzeichnen die gesellschaftliche Position des literarischen Personals. Und so subtil wie die Grenzen und Verbindungen zwischen den Quartieren des literarischen Raums, in dem die Protagonisten agieren, sind auch die Konflikte, die sie austragen.“
Fontane sei kein allwissender oder auktorialer, sondern ein beobachtender Erzähler, der seine Figuren selbst sprechen lasse. Damit werde eine Deutungsoffenheit erzeugt, „die unterschiedliche Wahrnehmungen und Wertungen nebeneinanderstellt und es den Leserinnen und Lesern selbst überlässt, das Geschehen einzuordnen und aus der fiktionalen Anordnung auf die Erfahrungen des wirklichen Lebens zu übertragen.“
„Meine ganze Produktion ist Psychographie und Kritik, Dunkelschöpfung, im Lichte zurechtgerückt“, zitiert Ziegler Fontanes Selbsteinschätzung und leitet daraus ab: „Unbewußtes, geformt mit den Kräften des beobachtenden, ordnenden und wertenden Intellekts: so sieht Fontane, in einem für das Ende des 19. Jahrhunderts ungewöhnlich modernen Verständnis des Schreibens, das Wesen seines Schriftstellertums, ja allen zeitgemäßen Erzählens.“

#### Figurenzeichnung in Dialogen
Bei der Verfeinerung seines Stils hat Fontane laut Craig weniger auf die Gestaltungsmittel Erzählung und Bericht gesetzt, stattdessen zunehmend auf das Gespräch. Die gesprochene Sprache habe er für den Schlüssel zum Charakter und zu den Fähigkeiten eines Menschen gehalten. Beim Reden hätten sich für ihn die Unterschiede zwischen den Menschen enthüllt, „ihr Anstand oder ihre Unzuverlässigkeit, ihre sittlichen Überzeugungen und gesellschaftlichen Vorurteile sowie die Art und Weise, auf die Zeitläufte zu reagieren.“ Bei der Wiedergabe sprachlicher Manieriertheiten der Mittelklasse etwa habe Fontane den Witz und die Geschwätzigkeit des Berliner Dialekts mit Unmengen Zitaten verbunden, so zum Beispiel in den Fällen des Kaufmanns Van der Straaten in L’Adultera, Professor Schmidts oder des Kommerzienrats in Frau Jenny Treibel. Zitate – womöglich Büchmanns  Geflügelten Worten entlehnt – konnten dazu dienen, die eigene Rede auf distinguierte Art auszuschmücken. Kein früheres oder späteres Jahrhundert, heißt es bei Craig, „war so bildungsbesessen wie das neunzehnte; so war es in Deutschland, wo Bildung zum Inbegriff allumfassender Kultur wurde, vielleicht nur natürlich, daß sich das Zitat zu einem Mittel der Verständigung und Selbstcharakterisierung im täglichen Leben wie in literarischen Kreisen entwickelte.“
Der reiselustige Fontane selbst steckte voller Geschichten und Anekdoten, die er geistreich und pointiert vorzutragen verstand. Er bescheinigte sich, in „anderthalb Menschenaltern“ eine „kleine Virtuosität“ beim Besuch von Gesellschaften ausgebildet zu haben; er sei allerdings noch nie ohne das Gefühl nach Hause gekommen, manches gesagt zu haben, das besser nicht gesagt worden wäre. Bei einem jungen Literaten bedankte sich Fontane Mitte der 1890er Jahre einmal dafür, dass dieser die literarische Bedeutung seines „Plauder- und Bummelstils“ richtig erkannt habe. Tatsächlich verstehe er sich auf das Schreiben von Dialogen auch im Vergleich zu anderen besonders gut. Er sei ein „Portraitist und Causeur“; seine Kunst sei die Kunst des Plauderns, ungeachtet gelegentlicher Zweifel „über die Berechtigung dieses ewigen Plauderns“.

#### Stoffsammlung und -verwertung
Als Fontane sich 1876 endgültig auf das Schaffen von Romanen festlegte, konnte er bereits in mancherlei Hinsicht auf Vorarbeiten zurückgreifen, insbesondere zu Vor dem Sturm, wie bereits ein Tagebucheintrag von 1862 besagt. Mit der verschlüsselt dargebotenen Geschichte der Familie von der Marwitz mochte er an das Erfolgsrezept der Wanderungen anknüpfen, dem Publikum Geschichten ihrer eigenen Vorfahren zu vermitteln. Ohnedies kannte der langjährige Journalist keinen Mangel an Stoffen. Oft waren es Zeitungsmeldungen, aus denen die Idee für einen Roman oder für dessen Ausgestaltung resultierte, so die Anzeige über eine Palmenversteigerung der Familie Ravené für Fontanes ersten Berliner Gesellschaftsroman L’Adultera, so ein Duell in der Berliner Hasenheide für Effi Briest oder auch Meldungen aus Provinzblättern wie dem Riesengebirgs-Boten, die in Quitt eingingen.
Wie der gelernten Apotheker, der Vorratslisten für Medikamente zu führen hatte und für Prüfungen von Pflanzenarten, Heilkräutern und Rezepten auswendig lernte, schöpfte auch der Romanschriftsteller Fontane aus selbst angelegten Listen. Mit der Zeit verfügte er über eine Vielzahl an Listen mit Szenen, Figuren, Anekdoten und Schauplätzen, aus denen er sich je nach aktuellem Bedarf zu bedienen wusste. Das Baukastensystem seiner Stoffsammlung ermöglichte es ihm auch, auf Anforderungen des Zeitungsmarktes und von Zeitungsverlegern flexibel einzugehen. In der Regel erschienen sein Romane nämlich – wie im 19. Jahrhundert üblich – zuerst als Serie in täglichen, wöchentlichen oder monatlichen Folgen in Zeitungen oder Zeitschriften. Deren Vorgaben wirkten sich erheblich auf das Produkt aus, etwa bezüglich der Themennachfrage, des Umfangs und der Kapitellänge. Letztere gestaltete Fontane so, dass sie mit durchschnittlich sechs bis acht Seiten genau für eine Folge des Zeitschriftenabdrucks passten.

#### Autobiographische Aspekte im Romanwerk
Flexiblen Umgang mit Vorproduziertem bewies Fontane nicht zuletzt, als er für seinen stark autobiographisch geprägten Apothekerroman Allerlei Glück, den er auf Vor dem Sturm folgen lassen wollte, keinen Verleger fand. Den Mittelpunkt der Handlung bildeten die Apothekerfamilie Brose (in Abwandlung seines vormaligen Lehrherrn Rose) und der Apothekergehilfe Lambertus Distelmeyer, eine halb gescheiterte Vielleser-Existenz mit Entdeckerambitionen – ein abgewandeltes Selbstporträt Fontanes, das auch Swinemünder Kindheitseindrücke aufnahm. Dieser Romanentwurf diente ihm hernach, so D'Aprile, „nach dem ursprünglichen griechischen Wortsinn von apotheke als ‚Aufbewahrungsort, Speicher, Lager, Ablage, Depot‘, woraus sich seine folgenden Werke speisten.“ In Effi Briest  gestaltete Fontane nach Lambertus Distelmeyer mit dem Provinzapotheker Alonzo Gieshübler literarisch erneut eine Apothekerfigur. Als für den nunmehr arrivierten Romancier später noch einmal eine Veröffentlichung von Allerlei Glück zur Diskussion stand, sah Fontane mit der Begründung davon ab, dass unterdessen alle Ideen und Stoffe anderweitig verbraucht seien.
Auch in anderen Figuren als dem Apotheker Distelmeyer hat Fontane Rückbezüge auf die eigene Person erkennen lassen, so in der Gestaltung des Professors Schmidt in Frau Jenny Treibel oder beim alten Dubslav in Der Stechlin. Als Schauplätze seiner Romane hat Fontane häufig Orte und Milieus verwendet, die er aus eigener Anschauung kannte, sei es bei Kuraufenthalten und Sommerfrischen zwischen den Theatersaisons – meist unterteilt in einen Monat an der See und einen Monat im Harz oder in Schlesien –, sei es durch Ausflüge ins Berliner Umland und seine alltäglichen Spaziergänge in Berlin. So kommt die Handlung von Cécile im Hotel Zehnpfund in Thale in Gang; Ellernklipp spielt im Nordharz; Quitt beginnt im schlesischen Krummhübel; und die Szenerie von Irrungen Wirrungen bildet zum Teil das im Süden von Berlin gelegene Ausflugslokal Hankels Ablage, wo Fontane 1884 und 1885 jeweils zwei Wochen verbrachte. Die ausführliche literarische Befassung Fontanes mit den seinerzeitigen Berliner Gegebenheiten wiederum hat seinen jüngeren Bekannten Ernst Heilborn später auf die oft zitierte Bezeichnung Berlins als „Fontanopolis“ gebracht.

#### Frauenfreundliche Familienwerkstatt
Zusammenhalt und Mitwirkung der Familie waren für das Gelingen des Fontaneschen Romanschaffens, bei dem oft mehrere Projekte parallel aufgesetzt und fortgeschrieben wurden, unerlässlich. Emilie Fontane, die seine oft unverhofften beruflichen Reorientierungen und Kündigungen nicht klaglos hingenommen, aber zuletzt doch mitgetragen hat, stand auch dem späten Romancier in vieler Hinsicht unerlässlich zur Seite: als Sachwalterin in geschäftlichen Belangen, als erste Redakteurin, Lektorin, Buchhalterin und Schreibkraft, aber auch als literarische Ratgeberin und gelegentliche Koautorin. Auch beider längst erwachsene, wirtschaftlich eigenständige Kinder unterstützten den Vater mit Rat und Tat, sei es als kritische Begleiter seines Schaffens, sei es als Netzwerker für ihn in Berliner Literaturvereinen oder im Falle des Sohnes Friedrich ab 1890 als Hausverleger von Fontanes Werken.
Privat wie auch in seinen Gesellschaftsromanen zeigte Fontane sich Frauen gegenüber – nicht eben zeittypisch – aufgeschlossen. Er schrieb in einem Brief an Paul Schlenther am 6. Dezember 1894: „Wenn es einen Menschen gibt, der für Frauen schwärmt und sie beinah doppelt liebt, wenn er ihren Schwächen und Verirrungen, dem ganzen Zauber des Evatums, bis zum infernal Angeflogenen hin, begegnet, so bin ich es.“ Er schätzte an ihnen Intelligenz, Mut und geistige Unabhängigkeit, so Gordon Craig. Zu Fontanes engsten Ratgebern zählten mit Ehefrau Emilie, Tochter Martha – Vorbild für die Katharina Schmidt in Frau Jenny Treibel – und der langjährigen Briefpartnerin Mathilde von Rohr vorrangig Frauen. Und im Gegensatz zu dem im 19. Jahrhundert vorherrschenden Geschlechter-Rollenbild sind Fontanes Romanheldinnen in hohem Maße eigenständige Persönlichkeiten. „Bei der Beziehung zwischen Mélanie und Rubehn in L’Adultera, zwischen Stine und Woldemar in Stine, zwischen Lene und Botho in Irrungen Wirrungen sowie zwischen Mathilde und Hugo in Mathilde Möhring ist jeweils die Frau der stärkere Teil, die zähere in Notzeiten und in jedem Sinn die Erzieherin ihres Mannes. Dennoch vermag ihre Stärke nichts gegen das vereinte Gewicht gesellschaftlicher Sitten und moralischer Heuchelei.“
Der alte Fontane stelle mit seinen Romanen die Oberschicht der Gesellschaft an den Pranger, heißt es bei Rüther, die eifersüchtig darauf bedacht sei, die eigene Stellung und ihr soziales Prestige zu verteidigen. Sie praktiziere eine ideologische Abschottung übertragener Rechte und Ansprüche. Fontane zeige eine Standesgesellschaft ohne Zukunftsperspektive. Die teils in den Romanen gespiegelte Durchmischung von Adel und Kleinbürgertum verweise auf die Fragilität einer Gesellschaft, die im Zuge der fortschreitenden Industrialisierung nach einer neuen Bestimmung suche. Von Schwarzmalerei allerdings distanzierte sich Fontane im Hinblick aufs eigene Werk. In einem Brief an Tochter Martha nahm er für sich in Anspruch, von Übertreibungen frei zu sein, zumal von hässlichen: „Ich bin kein Pessimist, gehe dem Traurigen nicht nach, befleißige mich vielmehr, alles in jenen Verhältnissen und Prozentsätzen zu belassen, die das Leben selbst seinen Erscheinungen giebt.“

### Passionierter Briefschreiber
Fontanes Briefe und Briefwechsel mit Verwandten, Freunden und Bekannten sind in einer ganzen Reihe von Editionen, die die diversen Briefpartner betreffen, über das 20. Jahrhundert verteilt erschienen. Allein der Ehe-Briefwechsel mit Emilie umfasst in der Brandenburger Ausgabe drei Bände. Im Vorwort zu den Familienbriefen schrieb der Ehemann der Fontane-Tochter Martha Karl Emil Otto Fritsch, nicht nur der Umfang dieser Korrespondenz sei ungewöhnlich, auch Inhalt und Form dürften „einzig in ihrer Art“ sein. „So haben viele seiner Briefe bald zu heiteren Feuilletons, bald zu kleinen Essays über Tagesfragen sich gestaltet; andere gewähren dem Leser Einblicke in seine poetische Werkstatt, noch andere ergehen sich in düsteren Betrachtungen und bitteren Klagen. Alles nur flüchtig hingeworfen und aus dem Augenblick geboren, aber alles fesselnd in seiner bezaubernden Natürlichkeit und unerschöpflichen Gedankenfülle. – Wer den Dichter in seiner innersten Wesenheit kennen lernen will, kann dies am besten an der Hand seiner Briefe erreichen.“ Thomas Mann kommentierte eine publizierte Sammlung von Fontane-Briefen 1910: „Es ist etwas unbedingt Zauberhaftes um seinen Stil und namentlich um den seiner alten Tage, wie er uns in den Briefen der achtziger und neunziger Jahre entgegentritt. Mir persönlich wenigstens sei das Bekenntnis erlaubt, dass kein Schriftsteller der Vergangenheit oder Gegenwart mir die Sympathie und Dankbarkeit, dies unmittelbare und instinktmäßige Entzücken, diese unmittelbare Erheiterung, Erwärmung, Befriedigung erweckt, die ich bei jedem Vers, jeder Briefzeile, jedem Dialogfetzchen von ihm empfinde.“
Das Briefeschreiben war Fontane ein Bedürfnis, so Hans Dieter Zimmermann, er habe die Möglichkeit gebraucht, das auszudrücken, was ihn innerlich bewegte. Auf eindrucksvolle Weise zu formulieren, sei ihm als Schriftsteller ein Anliegen gewesen. Wie ihm die Plauderei gefallen habe, habe er auch Weitschweifigkeit geliebt. Seiner Frau, die ihm das einmal vorhielt, antwortete er, dass die von ihm geübte Weitschweifigkeit mit seinen literarischen Vorzügen zusammenhänge. „Ich behandle das Kleine mit derselben Liebe wie das Große, weil ich diesen Unterschied zwischen klein und groß nicht recht gelten lasse; treffe ich aber wirklich einmal auf Großes, bin ich ganz kurz. Das Große spricht für sich selbst; es bedarf keiner künstlerischen Behandlung, um zu wirken.“ Zimmermann betrachtet Fontanes Schreiben von Briefen als therapeutischen Akt, als das Loswerden von dem, was ihn beschäftigt. „So kommt es ja auch, dass er in seinen Briefen so offen, ja polemisch mitunter spricht wie nie in seinen Romanen, selten in seinen Kritiken, denn diese treten an die Öffentlichkeit, auf die er Rücksicht nehmen muss.“
In Briefen urteilt Fontane auch politisch mitunter drastisch. Bismarck bescheinigt er gegenüber Tochter Martha größte Ähnlichkeit mit dem schillerschen Wallenstein: „Genie, Staatsretter und sentimentaler Hochverräter. Immer ich, ich, und wenn die Geschichte nicht mehr weiter geht, Klage über Undank und norddeutsche Sentimentalitätsträne. Wo ich Bismarck als Werkzeug der göttlichen Vorsehung empfinde, beuge ich mich vor ihm; wo er einfach er selbst ist, Junker und Deichhauptmann und Vorteilsjäger, ist er mir gänzlich unsympathisch.“ Dem Brief- und Urlaubspartner Georg Friedlaender schrieb er im 1897: „Über unseren Adel muss hinweggegangen werden; man kann ihn besuchen wie das ägyptische Museum und sich vor Ramses und Amanophis verneigen, aber das Land ihm zuliebe regieren, in dem Wahn, der Adel sei das Land, das ist unser Unglück und solange dieser Zustand fortbesteht, ist an eine Fortentwicklung deutscher Macht und deutschen Ansehens nach außen hin gar nicht zu denken.“

### Lebensabend

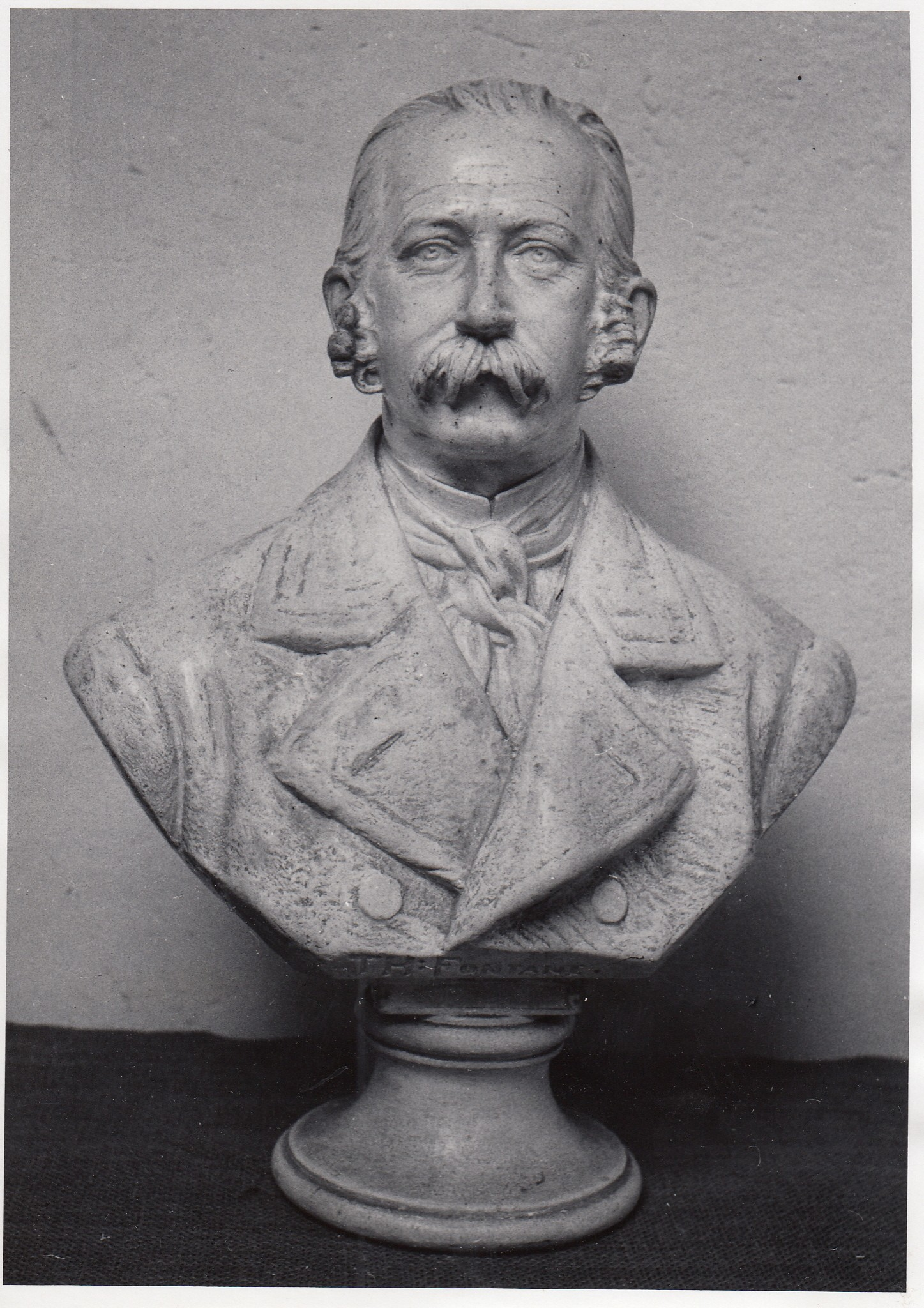
Gipsbüste Theodor Fontane. Künstlerin Anna von Kahle. Gelblich gefasst, mitgegossener Fuß. Ehemals Lebuser Kreismuseum, Müncheberg. Seit 1945 verschollen. Objekt aus: Projekt Verlustsache: Märkische Sammlungen.

#### Wertschätzung für den über 70-Jährigen
Fontanes 70. Geburtstag wurde am 4. Januar 1890 als gesellschaftliches Großereignis mit einem Festessen im Englischen Haus begangen. An Organisation und Durchführung beteiligt waren die Vossische Zeitung, der Verein Berliner Presse, Kultusminister Gustav von Goßler und alte Literaturvereinsfreunde. Adolf von Menzel schickte dem Jubilar ein jugendstilartiges Widmungsbild, das Fontane als von einer Muse geküssten Jüngling zeigte. Irritiert war dieser davon, dass beim Vortrag seiner Ballade Archibald Douglas in der Vertonung von Carl Loewe ein Teil des Publikums, das sein populärstes Werk offenbar nicht hinreichend kannte, mitten in die Ballade hinein klatschte. Langfristig von Bedeutung war, dass dem zum 30. Dezember 1889 von seiner Stelle als Theaterkritiker Zurückgetretenen die Vossische seine Dienste mit einer jährlichen Pension von 1500 Mark lohnte, was der ungeschmälerten Fortzahlung seiner Kritikerbezüge seit 20 Jahren entsprach.
Fontanes Interesse hatte sich bereits im letzten Jahr seiner Rezensionstätigkeit der neugegründeten Freie Bühne zugewendet, die ihn mit Aufführungen von Stücken wie Henrik Ibsens Gespenster und Gerhart Hauptmanns Vor Sonnenaufgang faszinierte und inspirierte. Zu seinem 75. Geburtstag wurde ihm erneut eine bedeutende öffentliche Ehrung zuteil, als ihm auf Initiative Otto Brahms und Paul Schlenthers, unterstützt von Theodor Mommsen die Ehrendoktorwürde durch die Berliner Universität verliehen wurde.

#### Gesundheitskrise und Aufbruch zur Autobiographie
Nachdem Fontane und seine Frau Emilie im Februar 1892 ihr Testament unterzeichnet hatten, demzufolge eine dreiköpfige Nachlasskommission über die Art der Verwertung oder Vernichtung nachgelassener Schriften zu befinden haben würde, erkrankten beide im März schwer an einer Influenza. Fontane verschlimmerte seinen Zustand im April noch dadurch, dass er das verordnete Morphium versehentlich in zehnfacher Überdosis einnahm. Da wähnte er sich dem Ende nah. Als der ganze Sommer ohne Besserung vergangen war, unterzog er sich Anfang bis Mitte Oktober einer als „galvanische Kur“ bezeichneten Elektrotherapie mit Gleichstrom, die ihn anfangs noch zusätzlich schlauchte, bis sich in der zweiten Monatshälfte eine Besserung einstellte.
Auf Anraten seines Hausarztes begann Fontane Ende Oktober 1892 mit der Niederschrift seiner Kindheitserinnerungen. Ob dieser autobiographische Motivationsschub ihn aus der gesundheitlichen Dauerkrise geführt hat, wie er selbst meinte, oder ob es an der Elektrotherapie lag, dass auch diese in seinen Begriffen ungewöhnlich ausgedehnte „Nervenpleite“ ein Ende nahm, bleibt offen.

#### Widersprüchliches gegenüber Juden

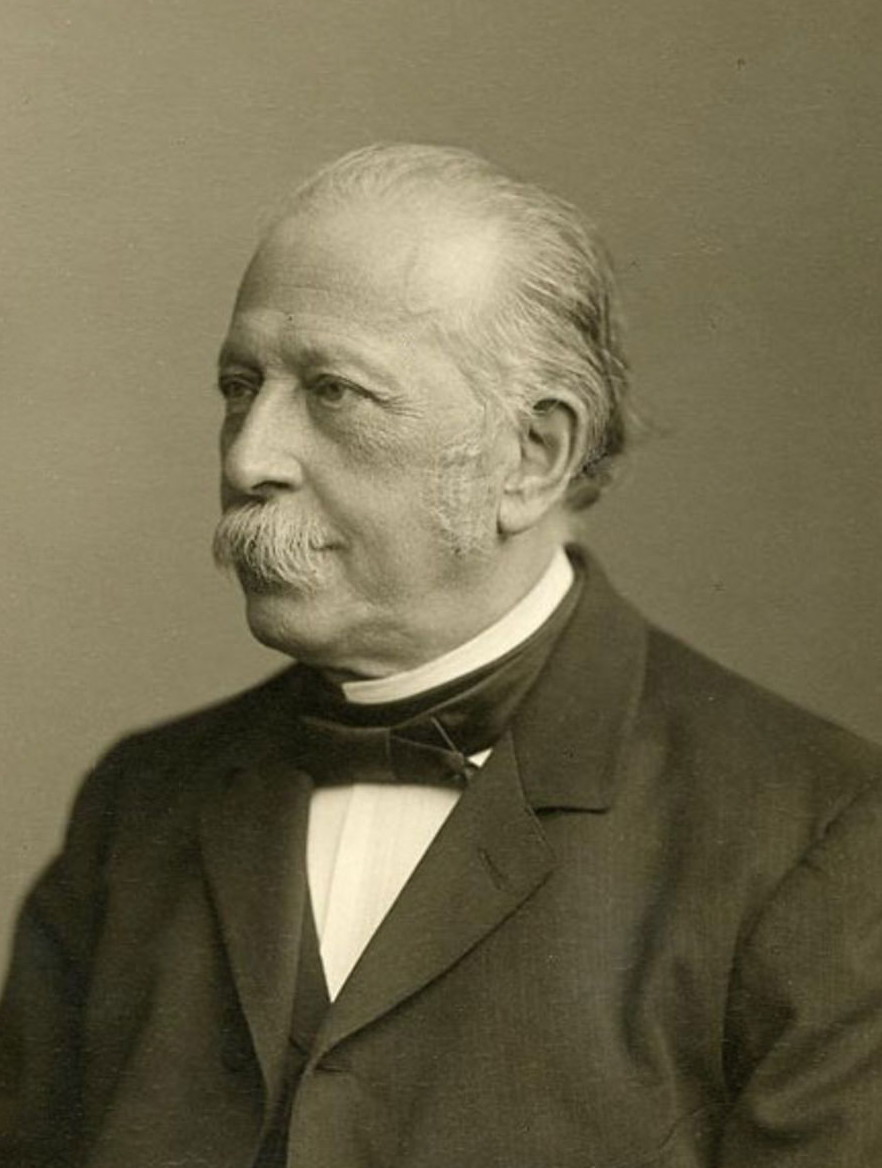
Theodor Fontane, 1894

Fontane unterhielt in Literaturvereinen, in seinem Schriftstellerdasein wie auch privat über Jahrzehnte teils freundschaftliche Beziehungen zu Juden, zu zum Christentum konvertierten wie zu bekennenden. Anlässlich seines 75. Geburtstags trug er ein Gedicht vor, in dem er in namentlicher Gegenüberstellung ausführte, wer ihm zu diesem Anlass die Ehre des persönlichen Erscheinens erwies – und wer nicht (nämlich die in den Wanderungen von ihm wohlwollend behandelten Vertreter der adligen märkischen Geschlechter wie Jagow, Rochow, Stechow, Bredow u. a. m.): „Und über alle habe ich geschrieben. / – Aber die zum Jubeltag da kamen, / das waren doch sehr andre Namen […]“ – und zwar als jüdische identifizierbare: „Meyers kommen in Bataillonen, / Auch Pollaks und die noch östlicher wohnen; /Abram, Isack, Israel, / Alle Patriarchen sind zur Stell, / Stellen mich freundlich an ihre Spitze, / Was sollen mir da noch die Itzenplitze! / Jedem bin ich was gewesen, / Alle haben sie mich gelesen, / Alle kannten mich lange schon, / Und das ist die Hauptsache… kommen Sie, Cohn.“ Von der Veröffentlichung des Gedichts sah er bei Lebzeiten ab, um den möglichen Eindruck einer Herabsetzung seiner Gäste zu vermeiden.
Andererseits ließe sich laut Dieterle ein ganzes Buch mit brieflichen Äußerungen Fontanes zusammenstellen, in denen Fontane sich abfällig über jüdische Zeitgenossen äußerte, teils auch zum Missfallen innerhalb seiner Familie: „Papa ist etwas unsicherer Stimmung u. schimpft mehr wie schön ist auf die Juden“, schrieb Tochter Martha einmal. Der wiederum habe es als Alterserscheinung bezeichnet „so fanatisch“ zu werden. Selbst in einem Brief von 1895 an Georg Friedländer äußerte er: „Alle Klüngel sind schlimm, aber die Judenklüngelei ist die schlimmste. Wie mein Gefühl gegen den Agrariergeist beständig wächst, so auch mein Gefühl gegen den Judengeist, der was ganz anderes ist als wie die Juden.“ Und weiter: „Der Judengeist, der uns 50 Jahre lang beherrscht hat, von Anno 20 bis Anno 70, ist kolossal überschätzt worden, er representiert eine niedrige Form geistigen Lebens, so niedrig, dass wenn ich jetzt einen klugen Mann, er sei Jude oder Christ, Judenwitze machen höre, ich in seine Seele hinein verlegen bin.“ Er hoffe, Friedlaender in Karlsbad zu treffen, um das mit ihm gründlich durchzusprechen. Fontanes krassester Ausfall findet sich 1898 in einem Brief an den Berliner Universitätsprofessor Friedrich Paulsen, in dem er die Juden als „ein schreckliches Volk“ bezeichnet, „dem von Uranfang an etwas dünkelhaftes Niedriges anhaftet, mit dem sich die arische Welt nun mal nicht vertragen kann. Welch ein Unterschied zwischen der christlichen und der jüdischen Verbrecherwelt! Und das alles unausrottbar“.
Im öffentlichen Raum dagegen, in dem gerade in jenen frühen wilhelminischen Jahren, in denen das jüdische Leben aufblühte, während sich zugleich der Antisemitismus in der Gesellschaft etablierte, vertrat Fontane eine andere – als die teils in privaten Äußerungen anzutreffende – Sicht, die er in zwei Essays zur Geltung zu bringen plante, wonach die jüdische Gesellschaft etwa die Sitten der deutschen Gesellschaft verfeinert, geläutert und gebessert habe. Die begonnenen Darstellungen Adel und Judentum in der Berliner Gesellschaft (1878) und Die Juden in unserer Gesellschaft blieben allerdings unveröffentlicht. Doch auch die engen Beziehungen Fontanes und seiner Familie zu den jüdischen Freunden bestanden bis zu Ende fort, so zu den Friedlaenders, den Meyers, den Schlenthers. Beim Zustandekommen der Ehe von Clara Viebig und Friedrich Theodor Cohn war es Fontane, der den Widerstand von Claras Mutter gegen den bekennenden Juden Cohn zu überwinden wusste. Bei der Heirat des Paares am 24. November 1896 hielt Fontane die Festrede.

#### Das Ende vor Augen
Im Vorgriff auf den Abschluss seiner beiden letzten Großprojekte, das umfangreiche autobiographische Werk Von Zwanzig bis Dreißig und den ebenfalls breit angelegten Roman Der Stechlin kommentierte Fontane in Gedichtform: „1200 Seiten auf einmal / Und mit 78 (beinah ein Skandal), / […] Allerorten umklingt mich wie ein Rauschen im Wald: / ‚Was du tun willst, tue bald.‘“ Diese Zeilen sollten dem  Stechlin bei Erscheinen beigelegt werden. Dazu kam es nicht mehr, denn nur die Buchveröffentlichung seines zweiten autobiographischen Werkes im Juni 1898 geschah noch zu Fontanes Lebzeiten. Dem Vorabdruck des  Stechlin in dem Unterhaltungsblatt Über Land und Meer Ende 1897 hat Fontane immerhin noch beiwohnen können, wofür ihm ein Dankestelegramm der Zeitschrift zuging: „Hochverehrter Herr Doktor, intensiv mit allen Ihren Menschen mitlebend, vor allem mit dem alten Freiherrn, am Schlusse im Innersten erschüttert, danken wir Ihnen dafür, daß Über Land und Meer ein solches Werk veröffentlichen darf.“ Fontane erwiderte: „Ihr Telegramm hat mich sehr beglückt. ‚Verweile doch, Du bist so schön‘, – ich darf es sagen, denn ich sehe den Sonnenuntergang. Herzlichen Dank.“
Beteiligt hat Fontane sich auch noch an der Auseinandersetzung, wo der am 30. Juli 1898 verstorbene Bismarck begraben werden sollte, ob in der Fürstengruft des Berliner Doms oder – wie testamentarisch verfügt – daheim in Friedrichsruh, wofür Fontane, ebenfalls in einem Gedicht, erfolgreich plädierte: „Und kommen nach dreitausend Jahren / Fremde hier des Weges gefahren / […] Und staunen der Schönheit und jauchzen froh, / So gebietet einer: ‚Lärmt nicht so; – / Hier unten liegt Bismarck irgendwo.‘“
Am 16. und 19. September 1898 fand das auf zwei Tage verteilte Verlobungsfest der Tochter Martha mit Karl Emil Otto Fritsch statt, für Fontane ein Zauberfest. Den Folgetag verbrachte er in Ruhe unter dem Eindruck nachlassender Kräfte, und bei einem von ihm schon länger beobachteten 34er Puls, mit Alltagsbeschäftigungen und der Tochter Martha. Nach 21 Uhr setzte Fontanes Herzschlag aus. Über Begleitumstände seines Todes am 20. September 1898 berichtete Die Neue Freie Presse u. a.: „Seine Gattin war nicht anwesend, da sie in Blasewitz bei Dresden zum Sommeraufenthalte weilt. Fontane hatte seinen Sohn Friedrich heute nach Neu-Ruppin mit einem Kranze für das Grab seiner Mutter, deren hundertster Geburtstag heute ist, senden wollen; statt dessen reiste Herr Friedrich Fontane nach Blasewitz, um die Mutter zum Sarge des Vaters zu geleiten.“ Emilie, die Fontanes Ableben nach eigenem Bekunden schwerstens traf, äußerte sich brieflich immerhin zufrieden über die späte Anerkennung, die der Gatte „nach einem mühevollen und fleißigen Leben“ errungen hatte und die ihm die letzten Lebensjahre verschönt habe. Sein „wunderbar schöner Tod, der kein Sterben war, sondern ein Erlöschen noch in voller Kraft“, habe ihr „jeden Ton der Klage genommen, und wie ich mich glücklich preise, an der Seite dieses seltenen Menschen gelebt zu haben, so auch, dass sein Ende ein so harmonisches war.“
Als Mitglied der Französisch-Reformierten Gemeinde wurde Fontane am 24. September 1898 auf deren Friedhof II in Berlin-Mitte beerdigt. Seine Ehefrau Emilie wurde vier Jahre später an seiner Seite beigesetzt. Sein Grab ist als Ehrengrab des Landes Berlin gewidmet, es befindet sich im Feld B-35/36-16/17. Vermutlich im Jahr 2010, mit der Einrichtung der Fontane-Gedenkstätte wurde auch sein Grab neu gestaltet.

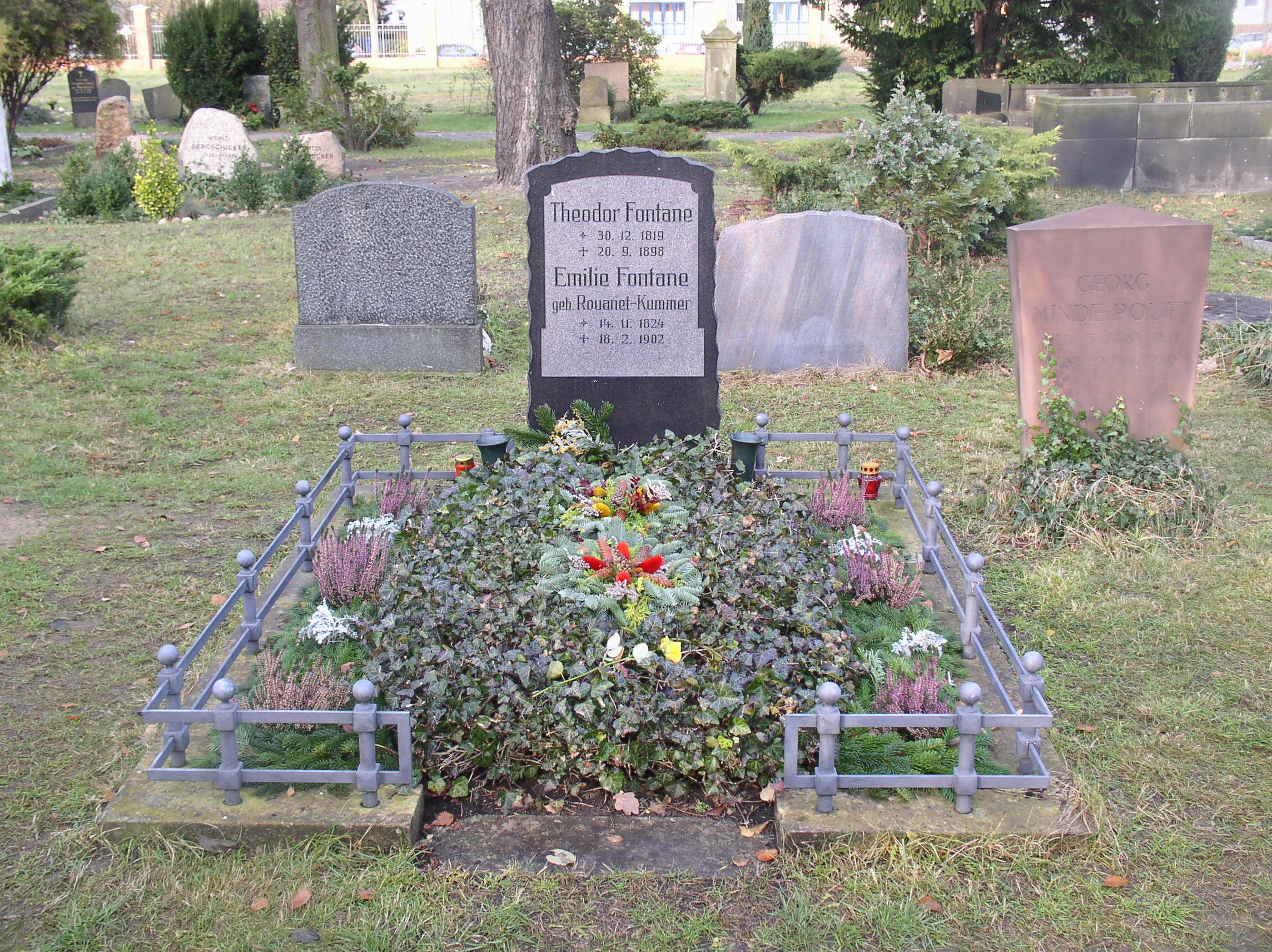
Grab von Theodor und Emilie Fontane mit gemeinsamem Grabstein (2005)
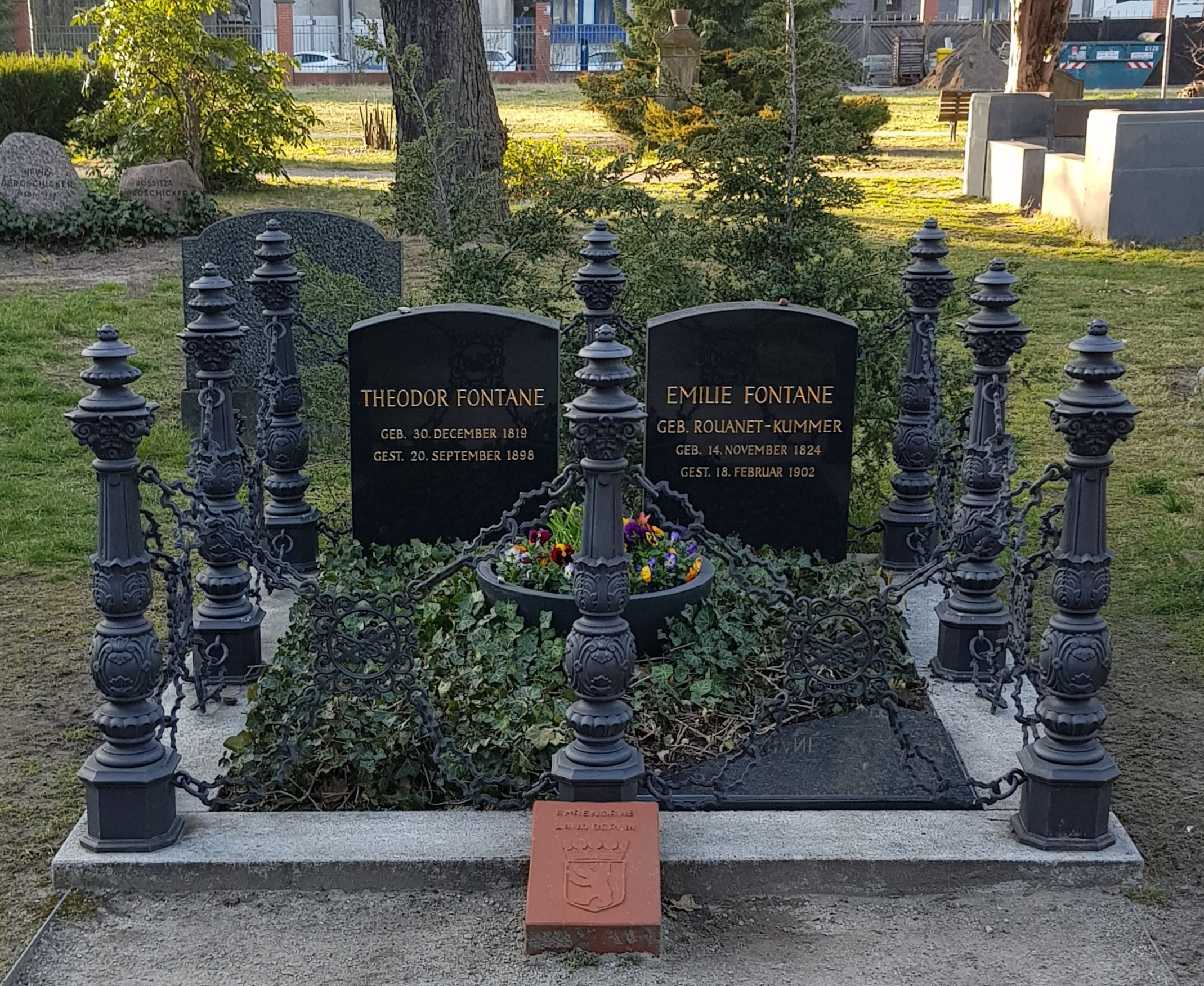
Die neu gestaltete Grabstätte mit zwei Grabsteinen (2022)

## Rezeptionsaspekte
Als Fontane nach dem Erscheinen von L’Adultera 1882 zunächst öffentliche Empörung wegen angeblicher Verteidigung des Ehebruchs entgegengeschlagen war, sah sich Tochter Martha in ihrer sehr positiven Einschätzung dieses väterlichen Werkes bestätigt, als Eduard Engel den Roman für „so berlinisch, so grundwahr, so photographisch ehrlich“ belobigte, dass er „allen Romanciers der Gegenwart und der Zukunft als leuchtendes Beispiel dienen könnte.“ An ihre Mutter gerichtet äußerte Martha, sie wünsche sich sehr, „daß Papa nicht nur für uns, die wir ihn lieben, noch recht lange leben möchte, sondern auch um noch das Viele Schöne, was in ihm liegt herauszuschaffen.“ Andernfalls sei es doch, „als gingen kostbare Schätze auf immer verloren.“
Konrad Alberti würdigte anlässlich des 70. Geburtstags Fontanes „sozial-realistische Kunst“ mit der „Fähigkeit, soziale, ethnologische Typen zu schaffen“ und „das spezifisch Berlinische in Tonfarbe, Stimmung und Zeichnung der Charaktere auszudrücken.“ Als Realist, Erzähler und sozialer Schilderer stehe Fontane auf einer Stufe „mit den größten Meistern“ wie Turgenjew, Tolstoi und Ibsen. Sigmund Schott befand im Sommer 1998 in der Neuen Zürcher Zeitung, Fontane sei seit Irrungen Wirrungen, Frau Jenny Treibel und Effi Briest „unbestritten zu den ersten unserer zeitgenössischen Autoren“ aufgestiegen. Auch seine Lebenserinnerungen (Von Zwanzig bis Dreißig) seien eine „ungemein fesselnde“ und unkonventionelle Lektüre mit einer „Fülle von bemerkenswerten, weisen und humorvollen Äußerungen.“
Thomas Mann bekannte in einer Umfrage anlässlich der Einweihung des Fontane-Denkmals im Tiergarten 1910 in Bezug auf dessen Literatur: „Unendliche Liebe, unendliche Sympathie und Dankbarkeit, ein Gefühl tiefer Verwandtschaft.“ Die Titelgebung zu den Buddenbrooks steht für eine Reminiszenz an Effi Briest: Buddenbrook heißt der Duell-Sekundant von Effis Liebhaber Crampas. Kurt Tucholsky lobte Fontane aus Anlass von dessen 100. Geburtstag 1919 als einen „der gewiegtesten Techniker, die die deutsche Literatur je gehabt hat, ohne dass man Versen und Sätzen ansieht, wie sie gebosselt sind […] Und das Leben auf der großen Weltbühne rauschte vorbei, umbrauste ihn, und er lächelte. […] In seinen Augen lag immer das gewisse leichte Zwinkern, der kleine Berliner Plinzler, der die Möglichkeit zum Rückzug offen lässt, und der deshalb jedes Pathos erträglich macht – weil man weiß: der bullert keinen Theaterdonner.“ Für Gordon A. Craig war Fontane der größte deutsche Romancier vor Thomas Mann, „ein Meister des Aufbaus, ein unvergleichlicher Stilist und der Schöpfer unvergeßlicher Porträts, vor allem von Frauen, die persönliche Lauterkeit und Zivilcourage mit Schönheit, Witz und Verstand verbinden.“
Die aus Anlass des 100. Todestags erschienene Schrift zum Thema Fontane und die Judenfrage löste eine Forschungsdebatte über eine antisemitische Einstellung Fontanes aus. Der Zeithistoriker Wolfgang Benz kam zu dem Ergebnis, dass Fontane als Schriftsteller die verbreiteten Feindbilder und Vorurteile geteilt und transportiert habe, ohne als engagierter Antisemit in Erscheinung zu treten.
Günther Rüther urteilte 2019: „Die Würdigung, die Fontane nach seinem Tod erfahren hat und bis heute erfährt, liegt jenseits dessen, was er sich vorzustellen vermocht hat. Er zählt zu den ganz Großen der deutschen Literatur.“ Iwan-Michelangelo D’Aprile hält Fontane für nicht eben zuverlässig bezüglich seiner autobiographischen Auskünfte, Briefe und Tagebücher, die von „Stilisierungen, Verschleierungen und Versteckspielen“ wimmelten. Ein origineller Schriftsteller sei er jedoch allemal. Fontane könne im Anschluss an Manuela Günter auch als Reporter und Zeithistoriker seines Jahrhunderts verstanden werden, der den vielstimmigen öffentlichen Diskurs in seiner Literatur gewissermaßen verdoppelt und verdichtet habe. Interessant wird der Autor Fontane für D’Aprile „sowohl als Diagnostiker wie als Symptom der Widersprüche und Ungleichzeitigkeiten seines bewegten Jahrhunderts.“ Regina Dieterle schließt, man könne Fontanes „kunstvoll zurechtgemodelte“ Autobiografie als „Bruchstücke einer großen Konfession“ lesen. Der junge Fontane sei bei allem Zögern und Zaudern „kecker, forscher, libertinärer“ gewesen, als der alte ihn erzähle. „Die Romane als große psychologische Charakterstudien wissen davon, in ihnen haben wir den ganzen Fontane. Aber nicht das ganze Werk, dieses weite Feld.“

## Nachlass
Der Nachlass Fontanes befand sich nach seinem Tod im Besitz der Familie und wurde von einer testamentarisch eingesetzten Kommission verwaltet. Letztere kam allerdings zunächst nur mit Einwilligung Emilie Fontanes zum Zuge und sodann nach ihrem Tod. Die Witwe ließ sich die gründliche eigenhändige Sichtung der unter dem Dach provisorisch in allerlei Behältnissen (oder auch ohne diese) gelagerten „prall gefüllten Mappen“ nicht nehmen. Sie folgte dabei ihren eigenen Vorstellungen vom literarischen Wert der handschriftlichen Entwürfe, Romankonzepte und -fragmente, literaturkritischen Arbeiten und der vorgefundenen enormen Briefbestände. In dem Bestreben, ein bereinigtes Fontane-Bild zu überliefern, verbrannte sie bereits bei der ersten Durchsicht die Briefe wichtiger Korrespondenzpartner, aber auch zum Teil Entwürfe und unfertige Manuskripte. Nach dem Tod Emilie Fontanes gingen die Besitz- und Urheberrechte am Fontane-Nachlass laut Testament gleichmäßig auf alle Kinder über. Dies führte zu seiner Zersplitterung und Manipulation im Wechselspiel verlegerisch-finanzieller, wissenschaftlich-editorischer und familiärer Interessen. Der ursprüngliche Textbestand unterlag in dieser personellen Konstellation einer rigiden Zensur, verbunden mit stilistischen Bearbeitungen der Briefe, Datums- und Adressatenänderungen, Auslassungen sowie Fälschungen von Wortlaut und Zusammenhängen, indem Partien unterschiedlicher Briefe neu montiert wurden.
Angetrieben von der öffentlichen Meinung überließen die Erben Fontanes Schreibtisch mit Manuskripten der zu Lebzeiten gedruckten Erzählwerke dem Märkischen Museum in Berlin – als „Geschenk des Dichters“, wie es im Zugangsbuch des Museums heißt. Der Architekt des Märkischen Museums Ludwig Hoffmann gestaltete im Märkischen Museum 1908 ein Fontane-Zimmer. Nahezu alle Möbel des Zimmers, darunter auch der Schreibtisch, gingen 1945 oder später an ihrem Auslagerungsort im Schloss Lagow verloren. Nach einer Neubewertung Fontanes in der DDR zeigte das Museum in den Jahren 1966–1975 noch einmal ein nachempfundenes Fontane-Zimmer mit restlichen Originalen. Die Sammlung zur Literaturgeschichte der 1995 errichteten Stiftung Stadtmuseum Berlin, zu der u. a. das „Märkische Museum“ gehört, ist heute im Besitz des um Kriegsverluste verringerten Teilnachlasses, der etwa noch 10000 handschriftliche Blätter umfasst.
Nachdem Verhandlungen mit der Preußischen Staatsbibliothek bzw. der Bibliothek der Friedrich-Wilhelms-Universität über einen Ankauf an unvereinbaren Preisvorstellungen gescheitert waren, kam es am 9. Oktober 1933 zur Versteigerung des im Familienbesitz verbliebenen Teilnachlasses Fontanes durch das Auktionshaus Meyer & Ernst. Den umfangreichen nicht veräußerten Rest (ca. Dreiviertel des bei der Auktion Angebotenen) ordnete und ergänzte durch Rückerwerbungen sein einziger noch lebender Sohn Friedrich. Im Jahre 1935 erwarb die Provinz Brandenburg diesen Teilnachlass mitsamt der vom Sohn angelegten Sammlung sowie den seinen Vater betreffenden Teil seines Verlagsarchivs und gründete das Theodor-Fontane-Archiv als Literaturarchiv der Provinz Brandenburg in Potsdam, das seit der Wiedervereinigung als bundesweit einzige öffentliche Einrichtung die Fontane-Autographe sammelt.
Bedeutende Teilsammlungen entstanden außerdem in der Staatsbibliothek zu Berlin, die etwa den größten Teil von Fontanes Briefen sowie die 67 Notizbücher Fontanes, die unvollendet gebliebenen Erzählfragmente sowie das „Mathilde Möhring“-Manuskript besitzt, und im Deutschen Literaturarchiv Marbach. Einzelstücke befinden sich in vielen deutschen und internationalen Bibliotheken und Archiven, z. B. in der Bayerischen Staatsbibliothek und in der Monacensia der Münchner Stadtbibliothek.
Im Laufe von 35 Jahren trug Christian Andree eine Sammlung von über 6000 Originalhandschriften Fontanes zusammen, die er 1997 dem Theodor-Fontane-Archiv verkaufte.

## Fontane-Institutionen
Das 1935 gegründete Theodor-Fontane-Archiv ist eine wissenschaftliche Einrichtung der Universität Potsdam. Das Archiv betreibt Grundlagenforschung, veranstaltet Editionen, lädt zu Symposien ein und initiiert, fördert und veranstaltet wissenschaftliche Forschungsprojekte.
Am 15. Dezember 1990 wurde die internationale Theodor Fontane Gesellschaft als literarische Vereinigung in Potsdam gegründet. Sie hat ihren Sitz in Neuruppin, der Geburtsstadt Theodor Fontanes. Die Gesellschaft will Wissenschaftler und Literaturliebhaber zusammenführen, um in vielfältiger Weise die Beschäftigung mit Leben und Werk Theodor Fontanes zu pflegen und zu fördern. Mit ihren etwa 800 Mitgliedern gehört sie inzwischen zu den größten literarischen Gesellschaften Deutschlands.
2010 wurde die Theodor Fontane-Arbeitsstelle an der Universität Göttingen gegründet, um digitale und analoge Editionsprojekte interdisziplinär zu erarbeiten. Die größte editionswissenschaftliche Fontane-Forschungsstelle widmet sich außerdem der Nachwuchsförderung und bietet editionswissenschaftliche (Fontane-)Seminare an.

## Werke
Theodor Fontane schrieb neben literarischen Werken auch als Journalist (zumal für die Kreuzzeitung) und übersetzte 1842 Shakespeares Hamlet. Dazu kamen noch Dramen, Gedichte, Biografien, Kriegsbücher, Briefe, Tagebücher, Theaterkritiken, Zeitungsartikel und programmatische Schriften.

### Romane, Novellen, Erzählungen und andere Prosa
Die Daten richten sich nach dem Impressum der ersten Buchausgabe.
- Ein Sommer in London. Verlag der Gebrüder Katz Dessau 1854 (Digitalisat)
- Aus England. Studien und Briefe über Londoner Theater, Kunst und Presse. Verlag von Ebner & Seubert, Stuttgart 1860 (Digitalisat)
- Jenseit des Tweed. Bilder und Briefe aus Schottland. Verlag Springer, Berlin 1860 (Digitalisat)
- Wanderungen durch die Mark Brandenburg. Verlag Wilhelm Hertz, Berlin 1862 (Digitalisat – späterer Untertitel: Die Grafschaft Ruppin) 
  - Wanderungen durch die Mark Brandenburg. Zweiter Theil: Das Oderland. Barnim. Lebus. Verlag Wilhelm Hertz, Berlin 1863 (Digitalisat)
  - Wanderungen durch die Mark Brandenburg. Dritter Theil: Ost-Havelland. Die Landschaft um Spandau, Potsdam, Brandenburg. Verlag Wilhelm Hertz, Berlin 1873 (Digitalisat)
  - Wanderungen durch die Mark Brandenburg. Vierter Theil: Spreeland. Beeskow-Storkow und Barnim-Teltow. Verlag Wilhelm Hertz, Berlin 1882 (Digitalisat)
- Der Schleswig-Holsteinische Krieg im Jahre 1864, Verlag der Königlichen Geheimen Ober-Hofbuchdruckerei, Berlin 1866 (Digitalisat)
- Der Deutsche Krieg von 1866, 2 Bände, Verlag der Königlichen Geheimen Ober-Hofbuchdruckerei, Berlin 1871.
- Kriegsgefangen. Erlebtes 1870. Verlag der Königlichen Geheimen Ober-Hofbuchdruckerei, Berlin 1871. (Digitalisat)
- Aus den Tagen der Occupation. Eine Osterreise durch Nordfrankreich und Elsaß-Lothringen 1871. Band 1.  Verlag der Königlichen Geheimen Hofdruckerei, Berlin 1871. (Digitalisat)
- Aus den Tagen der Occupation. Eine Osterreise durch Nordfrankreich und Elsaß-Lothringen 1871. Band 2.  Verlag der Königlichen Geheimen Hofdruckerei, Berlin 1871. (Digitalisat)
- Der Krieg gegen Frankreich 1870–1871 Band 1: Der Krieg gegen das Kaiserreich. Bis Gravelotte, 18. August 1870. Verlag der Königlichen Geheimen Ober-Hofbuchdruckerei, Berlin 1873 (Digitalisat)
- Der Krieg gegen Frankreich 1870–1871 Band 2: Der Krieg gegen das Kaiserreich. Der Krieg gegen die Republik. Orleans bis zum Einzuge in Berlin. Verlag der Königlichen Geheimen Ober-Hofbuchdruckerei, Berlin 1873 (Digitalisat)
- Vor dem Sturm. Roman aus dem Winter 1812 auf 13. 1878 (online)
- Grete Minde. Nach einer altmärkischen Chronik. Verlag Wilhelm Hertz, Berlin 1880 (online)
- Ellernklipp. Nach einem alten Harzer Kirchenbuch. Verlag Wilhelm Hertz, Berlin 1881 (online)
- L’Adultera. Roman aus der Berliner Gesellschaft. Verlag Schottländer, Berlin 1882 (online) Digitalisierung: Zentral- und Landesbibliothek Berlin, 2020. URN urn:nbn:de:kobv:109-1-15423611
- Schach von Wuthenow. Erzählung aus der Zeit des Regiments Gensdarmes. Verlag Friedrich, Leipzig 1883 (Digitalisat)
- Graf Petöfy. Roman. Verlag F. Fontane & Co., Berlin 1884 (Ausgabe von 1890 Digitalisat)
- Christian Friedrich Scherenberg und das literarische Berlin von 1840 bis 1860. Verlag Wilhelm Hertz, Berlin 1884 (Digitalisat)

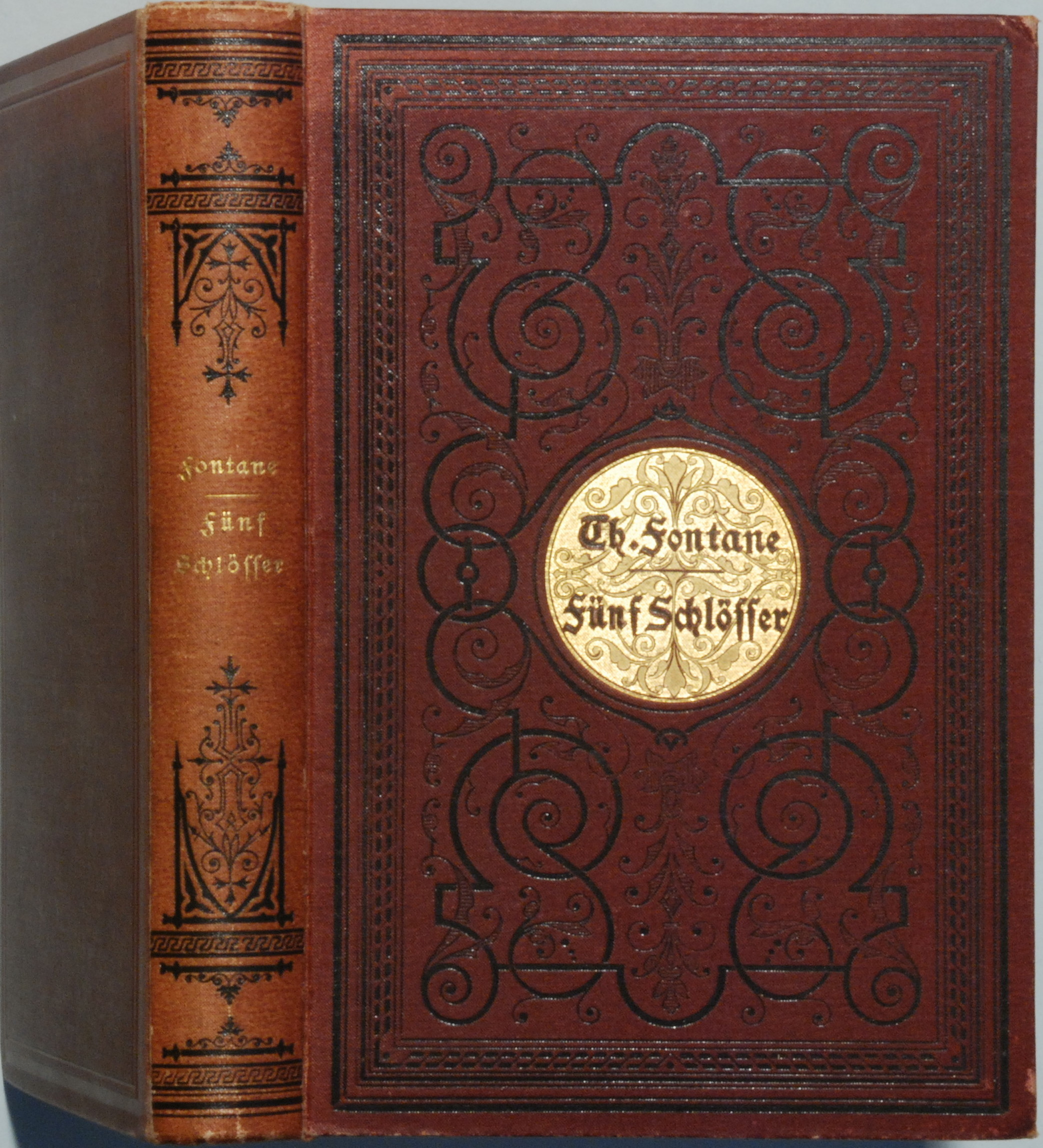
Fünf Schlösser, Verlags-Einband der ersten Buchausgabe

- Unterm Birnbaum. Kriminalgeschichte. G. Grote'sche Verlagsbuchhandlung, Berlin 1885 (Digitalisat)
- Cécile. Roman. Verlag Dominik, Berlin 1887 (online)
- Irrungen, Wirrungen. Berliner Roman. Verlag von F. W. Steffens, Berlin 1888 (Digitalisat)
- Fünf Schlösser. Altes und Neues aus Mark Brandenburg. J. G. Cotta'sche Buchhandlung, Stuttgart 1889 (Digitalisat)
- Stine. Berliner Sitten-Roman. Verlag F. Fontane & Co., Berlin 1890 (online)
- Quitt. Verlag Wilhelm Hertz, Berlin 1891 (online)
- Unwiederbringlich.  Verlag Wilhelm Hertz, Berlin 1892 (online)
- Frau Jenny Treibel oder Wo sich Herz zum Herzen find’t. Verlag F. Fontane & Co., Berlin 1893 (Digitalisat Ausgabe 1915)
- Meine Kinderjahre. Autobiographischer Roman. Verlag F. Fontane & Co., Berlin 1894 (Digitalisat)
- Effi Briest. Roman. Verlag F. Fontane & Co., Berlin 1896 (Digitalisat)
- Die Poggenpuhls. Roman. Verlag F. Fontane & Co., Berlin 1896 (online) Digitalisierung: Zentral- und Landesbibliothek Berlin, 2020. URN urn:nbn:de:kobv:109-1-15423623
- Von Zwanzig bis Dreißig. Autobiographisches. Verlag F. Fontane & Co., Berlin 1898 (online)
- Der Stechlin. Roman. Verlag F. Fontane & Co., Berlin 1899 (Digitalisat)[142]

### Herausgeberschaft
1851 gab Fontane im Berliner Verlag von Otto Janke eine Gedicht-Anthologie u. d. T. Deutsches Dichter-Album heraus. 1857 erschien im Berliner Verlag J. Bachmann eine von Fontane überarbeitete Neuauflage des Buches.
- Deutsches Dichter-Album, 2. unveränderte Auflage. Berlin, 1852. Digitalisat
- Deutsches Dichter-Album, 5. vermehrte Auflage. Berlin, 1862. Digitalisat

Auf Initiative der literarischen Vereinigung Rütli und gemeinsam mit Franz Kugler gab Fontane im Verlag der Gebrüder Katz ein Jahrbuch heraus; an dessen späteren Jahrgängen (1857 bis 1860) war er als Mitautor beteiligt.
- Argo. Belletristisches Jahrbuch für 1854. Dessau, 1854. Digitalisat

### Editionen aus dem Nachlass
- Causerien über Theater. Hrsg.: Paul Schlenther. Verlag F. Fontane, Berlin 1905.
- Aus dem Nachlaß. Hrsg. von Josef Ettlinger. Verlag F. Fontane, Berlin 1908. Darin:
- Mathilde Möhring. In: Aus dem Nachlaß von Theodor Fontane. Verlag F. Fontane., Berlin 1908 (Digitalisat)
- Reisebriefe vom Kriegsschauplatz Böhmen 1866. Hrsg. von Christian Andree. Propyläen Verlag, Berlin, Wien 1973.
- Zwei Post-Stationen. Faks. der Handschrift. Hrsg. von Jochen Meyer. Deutsche Schillergesellschaft, Marbach 1991. (Marbacher Schriften. 34.)
- Unechte Korrespondenzen. Hrsg. von Heide Streiter-Buscher. 2 Bände de Gruyter, Berlin und New York 1996. (Schriften der Theodor Fontane Gesellschaft. Band 1.1-1.2.) – Band 1: 1860–1865; Band 2: 1866–1870, ISBN 3-11-014076-4.

### Balladen und Gedichte
Fontane schrieb über 250 Gedichte, darunter Balladen und Sprüche. Dazu gehören:
- Archibald Douglas (1854)
- Die zwei Raben (1855)
- Das Trauerspiel von Afghanistan (1859)[143]
- Gorm Grymme (1864)
- Die Brück’ am Tay (1880)
- John Maynard (1885)
- Herr von Ribbeck auf Ribbeck im Havelland (1889)

Als Buchausgaben erschienen zu Fontanes Lebzeiten:
- Männer und Helden. Acht Preußenlieder. Druck und Verlag von A. W. Hayn. Berlin 1850
- Von der schönen Rosamunde. Gedicht [Romanzenzyklus]. Verlag von Moritz Katz. Dessau 1850
- Gedichte. [1. Aufl.] Carl Reimarus’ Verlag W. Ernst, Berlin 1851, Digitalisat
- Balladen. Verlag Wilhelm Hertz, Berlin 1861, Digitalisat
- Gedichte. Verlag von Wilhelm Hertz (Bessersche Buchhandlung). Berlin
  - 2. verm. Aufl. 1875
  - 3. verm. Aufl. 1889
  - 4. verm. Aufl. 1892
  - 5. verm. Aufl. 1898 [= Ausgabe letzter Hand]

### Briefe
- Der Briefwechsel von Theodor Fontane und Paul Heyse 1850–1897. Hrsg. von Erich Petzet. Weltgeist-Bücher, Berlin 1929.
- Briefe an Georg Friedlaender. Hrsg. und erläutert von Kurt Schreinert. Quelle & Meyer, Heidelberg 1954.
- Briefe. Hrsg. von Kurt Schreinert. Zu Ende geführt und mit einem Nachwort versehen von Charlotte Jolles (Band 1: An den Vater, die Mutter und die Frau; Band 2: An die Tochter und an die Schwester; Band 3: An Mathilde von Rohr; Band 4: An Karl und Emilie Zöllner und andere Freunde). Propyläen, Berlin 1968–1971.
- Briefe an Julius Rodenberg. Eine Dokumentation. Hrsg. von Hans-Heinrich Reuter. Aufbau, Berlin und Weimar 1969.
- Theodor Fontane: Briefe an Hermann Kletke. In Verbindung mit dem Deutschen Literaturarchiv Marbach a. N. herausgegeben von Helmuth Nürnberger. Carl Hanser Verlag, München 1969.
- Der Briefwechsel zwischen Theodor Fontane und Paul Heyse. Hrsg. von Gotthard Erler. Aufbau, Berlin und Weimar 1972.
- Theodor Fontane: Briefe an Wilhelm und Hans Hertz 1859–1898. Herausgegeben von Kurt Schreinert†, vollendet und mit einer Einführung versehen von Gerhard Hay. Ernst Klett Verlag, Stuttgart 1972. ISBN 3-12-902670-3.
- Mete Fontane: Briefe an die Eltern 1880–1882. Hrsg. und erl. von Edgar R. Rosen. 1974.
- Briefe, Band 1–5 (Bd. 5: Register). Hrsg. von Helmuth Nürnberger u. a., Hanser, München 1976–1988. Auch als: Briefe, Band I–IV. Frankfurt am Main / Ullstein, Berlin 1987. (Ullstein Buch 4549–4552), ISBN 3-548-04552-9 [satzspiegelidentisch mit der Hanser-Ausg.].
- Theodor Fontane: Jenseits von Havel und Spree. Reisebriefe. Hrsg. von Gotthard Erler. Rütten & Loening, Berlin 1984.
- Die Fontanes und die Merckels. Ein Familienbriefwechsel 1850–1870. Hrsg. von Gotthard Erler. 2 Bände Aufbau, Berlin und Weimar 1987.
- Theodor Fontanes Briefwechsel mit Wilhelm Wolfsohn. Hrsg. von Christa Schultze. Aufbau, Berlin und Weimar 1988.
- Theodor Fontane: Briefe an den Verleger Rudolf von Decker. Mit sämtlichen Briefen an den Illustrator Ludwig Burger und zahlreichen weiteren Dokumenten. Herausgegeben von Walter Hettchw. R. v. Decker Verlag, G. Schenck, Heidelberg 1988. ISBN 3-7685-2188-5.
- Theodor Fontane: Briefe an Georg Friedlaender. Aufgrund der Edition von Kurt Schreinert u. der Handschriften neu hrsg. u. mit einem Nachw. vers. von Walter Hettche. Mit einem Essay von Thomas Mann. Insel, Frankfurt am Main 1994 (insel taschenbuch 1565, ISBN 3-458-33265-0).
- Emilie und Theodor Fontane: Der Ehebriefwechsel. Hrsg. von Gotthard Erler unter Mitwirkung von Therese Erler. 3 Bde. Aufbau-Verlag Berlin 1998 (Große Brandenburger Ausgabe). ISBN 3-351-03133-5.
  - Dichterfrauen sind immer so. Der Ehebriefwechsel 1844–1857.
  - Geliebte Ungeduld. Der Ehebriefwechsel 1857–1871.
  - Die Zuneigung ist etwas Rätselvolles. Der Ehebriefwechsel 1873–1898.
- Theodor Fontane und Martha Fontane – Ein Familienbriefnetz. Hrsg. von Regina Dieterle. de Gruyter, Berlin und New York 2002, Schriften der Theodor Fontane Gesellschaft, Band 4, ISBN 3-11-015881-7.
- Theodor Fontane und Bernhard von Lepel. Der Briefwechsel. Kritische Ausgabe. Band 1–2. Hrsg. von Gabriele Radecke. de Gruyter, Berlin und New York 2006, Schriften der Theodor Fontane Gesellschaft, Band 5, ISBN 3-11-016354-3.
- Theodor Fontane und Wilhelm Wolfsohn – eine interkulturelle Beziehung. Briefe, Dokumente, Reflexionen. Hrsg. von Hanna Delf von Wolzogen und Itta Shedletzky. Bearb. von Hanna Delf von Wolzogen, Christine Hehle und Ingolf Schwan. Mohr Siebeck, Tübingen 2006, ISBN 3-16-148720-6.
- Theodor Storm – Theodor Fontane. Briefwechsel. Krit. Ausgabe. Hrsg. von Gabriele Radecke. Erich Schmidt, Berlin 2011, ISBN 978-3-503-12280-6.

### Notizbücher
- Die erste Gesamtedition der 67 Notizbücher Fontanes wird an der Theodor Fontane-Arbeitsstelle unter der Leitung von Gabriele Radecke in Zusammenarbeit mit der Niedersächsischen Staats- und Universitätsbibliothek als digitale Edition im Fontane-Editions-Portal[144] und als Buch-Edition erarbeitet.[145]

### Tagebücher
- Tagebücher. Band 1: 1852, 1855–1858, hrsg. von Charlotte Jolles unter Mitarbeit von Rudolf Muhs; Band 2: 1866–1882, 1884–1898, hrsg. von Gotthard Erler unter Mitarbeit von Therese Erler, Aufbau-Verlag, Berlin 1994, ISBN 3-351-03100-9.

### Theaterkritiken
- Theaterkritik 1870 bis 1894 vier Bände, hrsg. von Debora Helmer und Gabriele Radecke. Aufbau-Verlag, Berlin 2018, ISBN 978-3-351-03737-6.

### Digitale Werk-Ausgabe
- Theodor Fontane: Werke, Textauswahl Mathias Bertram, Directmedia Publishing, Berlin 2004, ISBN 3-89853-406-5.

## Editionen

### Gesamtausgaben
Die erste große Gesamtausgabe der Werke Fontanes erschien zwischen 1905 und 1910 im Verlag seines Sohnes Friedrich Fontane in 21 Bänden. Herausgeber waren der Nachlassverwalter Paul Schlenther, Otto Pniower und Josef Ettlinger. Diese Ausgabe war weder auf Vollständigkeit angelegt noch textkritisch fundiert oder kommentiert. Sie bildete dennoch für Jahrzehnte die Grundlage für eine wissenschaftliche Beschäftigung mit Fontane.
Erst die von Kurt Schreinert verantwortete Ausgabe Sämtliche Werke, die in 24 Bänden zwischen 1959 und 1975 in der Nymphenburger Verlagsanstalt München von Edgar Groß herausgegeben wurde, strebte Vollständigkeit an und erschloss erstmals auch das umfangreiche kritisch-journalistische Werk Fontanes.
Ihr schließen sich an die Edition der Werke, Schriften und Briefe Fontanes von Walther Keitel und Helmuth Nürnberger im Münchener Hanser-Verlag, die 1997 abgeschlossen wurde und fünf Abteilungen mit mehreren Bänden umfasst, sowie die von Gotthard Erler 1994 begründete und herausgegebene Große Brandenburger Ausgabe, von der bislang die Wanderungen durch die Mark Brandenburg (8 Bände), die Gedichte (3 Bde.), der Ehebriefwechsel (3 Bde.), Tage- und Reisetagebücher (3 Bde.) und Das erzählerische Werk (20 Bde.) vorliegen. Die Abteilung Das erzählerische Werk wurde im Theodor-Fontane-Archiv von Christine Hehle koordiniert und editorisch betreut.
Seit 2010 wird die Große Brandenburger Ausgabe unter der wissenschaftlichen Leitung und Herausgeberschaft von Gabriele Radecke und Heinrich Detering an der Theodor Fontane-Arbeitsstelle der Universität Göttingen fortgeführt. Die Abteilungen Das autobiographische Werk, Das reiseliterarische Werk und Das kritische Werk werden zurzeit von einem interdisziplinären Team erarbeitet.
Am 15. Juli 2015 wurde das erste wissenschaftliche Fontane-Editions-Portal freigeschaltet, in dem sukzessive Fontanes 67 Notizbücher ediert werden. Das Portal wurde von Mathias Göbel an der Niedersächsischen Staats- und Universitätsbibliothek Göttingen in Zusammenarbeit mit der Theodor Fontane-Arbeitsstelle entwickelt; die Deutsche Forschungsgemeinschaft finanziert das Projekt.

### Fontane Online
Die Recherche zu Fontanes umfangreichem Werk ist bislang erschwert durch die physische und digitale Zerstreuung seines Nachlasses. Briefe, Notizen, Handschriften und Erstdrucke befinden sich weltweit in verschiedenen Archiven und Bibliotheken. Das Internet-Portal Fontane Online bündelt diese Angebote und bereitet die Entstehungsgeschichte der Werke Fontanes auf – von der Idee über die Recherche und Niederschrift bis zu den Erstdrucken in Journalen und Büchern. Ausgehend von dieser Systematik führen Links zu den verschiedenen Internetportalen, zum Beispiel der Staatsbibliothek zu Berlin, des Theodor-Fontane-Archivs und des Stadtmuseums Berlin sowie zur digitalen Edition von Theodor Fontanes Notizbüchern.

## Ehrungen

### Zu Lebzeiten
Theodor Fontane erhielt den Hausorden der Wendischen Krone (April 1871) und den Roten Adlerorden. Auf Vorschlag von Theodor Mommsen und Erich Schmidt wurde er Ehrendoktor der Philosophischen Fakultät der Friedrich-Wilhelms-Universität Berlin.

### Gedenkstätte
Auf dem Friedhof der französisch-reformierten Gemeinde zu Berlin an der Liesenstraße befindet sich eine Gedenkstätte mit Informationen über Fontanes hugenottische Herkunft, seine Jugend, sein Leben und sein Werk.

### Denkmale
Das Fontane-Denkmal von Max Wiese aus dem Jahr 1907 befindet sich am Fontaneplatz in Fontanes Heimatstadt Neuruppin. Es zeigt Fontane als Wanderer, der sich auf einer Bank ausruht. Max Klein schuf 1908 als sein letztes Werk ein Fontane-Denkmal, das nach seinem Tod von Fritz Schaper vollendet und 1910 im Berliner Tiergarten enthüllt wurde. Dort steht heute eine Kopie aus Kunststein, während sich das Original im Märkischen Museum befindet. Fontane ist hier stehend dargestellt, er hält einen Hut in der Hand.

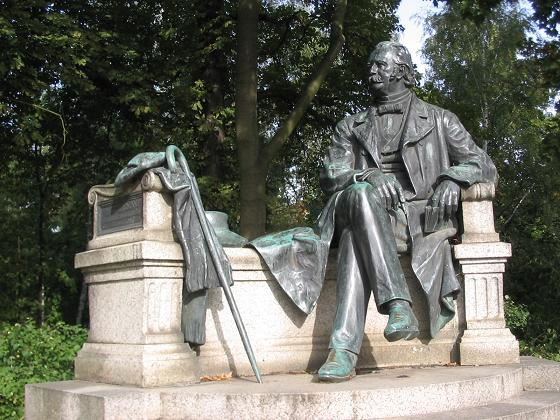
Denkmal am Fontaneplatz in Neuruppin
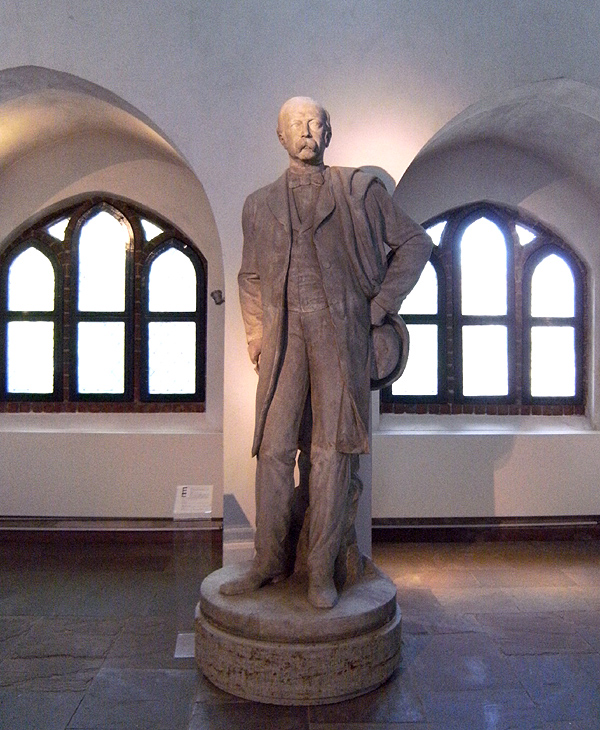
Denkmal im Märkischen Museum in Berlin
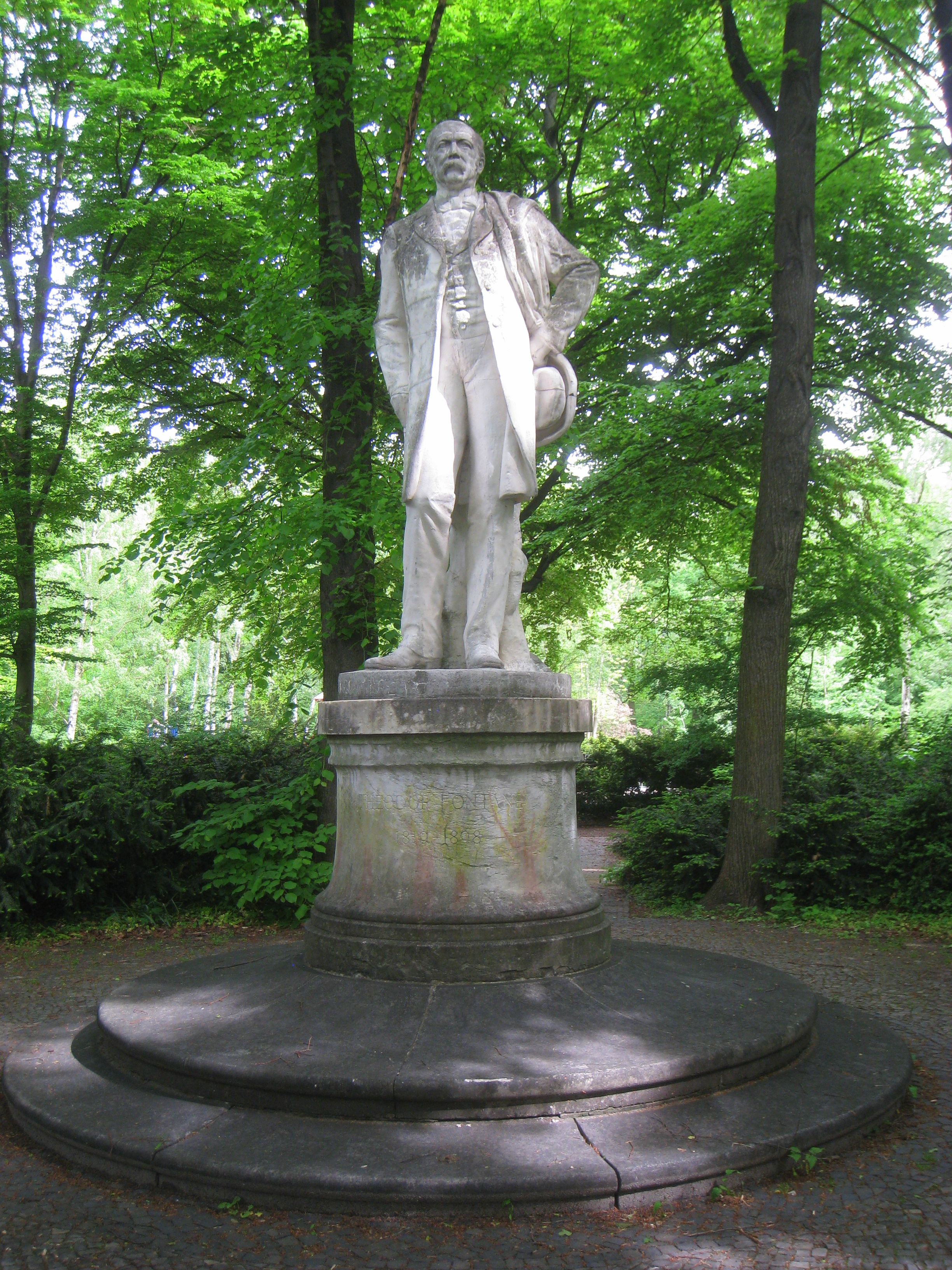
Kopie im Großen Tiergarten

Der Bildhauer Dietrich Rohde konzipierte einen stehenden Fontane, der in einer Hand ein aufgeschlagenes Buch hält. Diese Statue ist wenig bekannt, weil sie auf dem Gelände eines Resorts am Schwielowsee steht. Auch die moderne Skulptur Fontane von Matthias Zágon Hohl-Stein (2007) ist kaum bekannt. Sie steht auf dem Gelände eines Seehotels in Neuruppin.
Die Fontane-Büste von Peter Fritzsche existiert in zwei Ausfertigungen: Der erste Guss (1978) wurde in Bad Freienwalde aufgestellt, der zweite (1980) wurde 1985 vor dem Theodor-Fontane-Archiv in Potsdam enthüllt und dann noch zweimal versetzt, an den jeweils neuen Standort des Archivs. Vor der Theodor-Fontane-Grundschule in Ludwigsfelde steht ebenfalls eine Fontane-Büste. Das Denkmal vor der Fontane-Apotheke in Letschin, die von 1838 bis 1850 Fontanes Vater gehörte, stellt Fontane als jungen Mann dar. Es ähnelt einer Büste, jedoch fehlt hier die Schulterpartie.

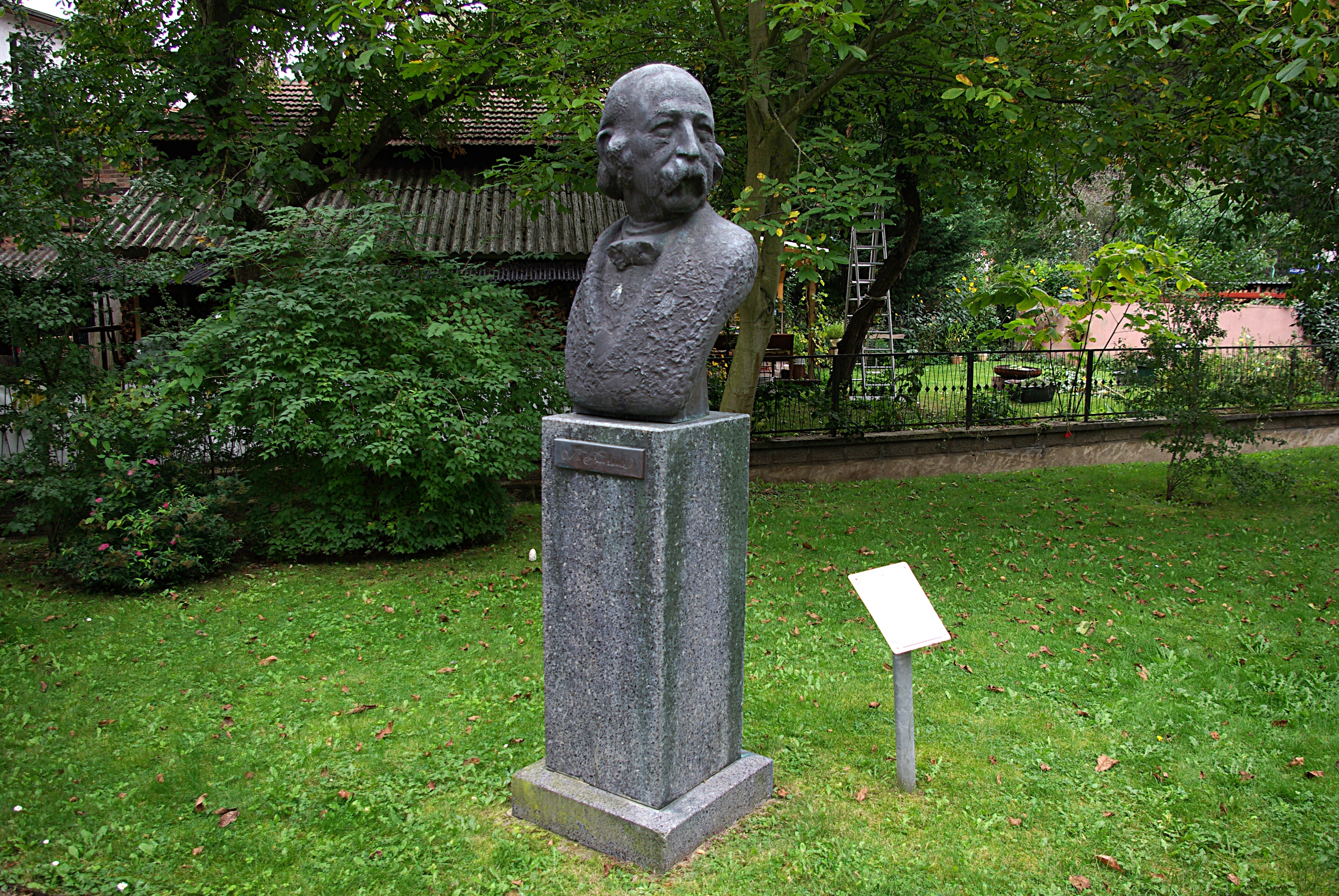
Büste in Bad Freienwalde
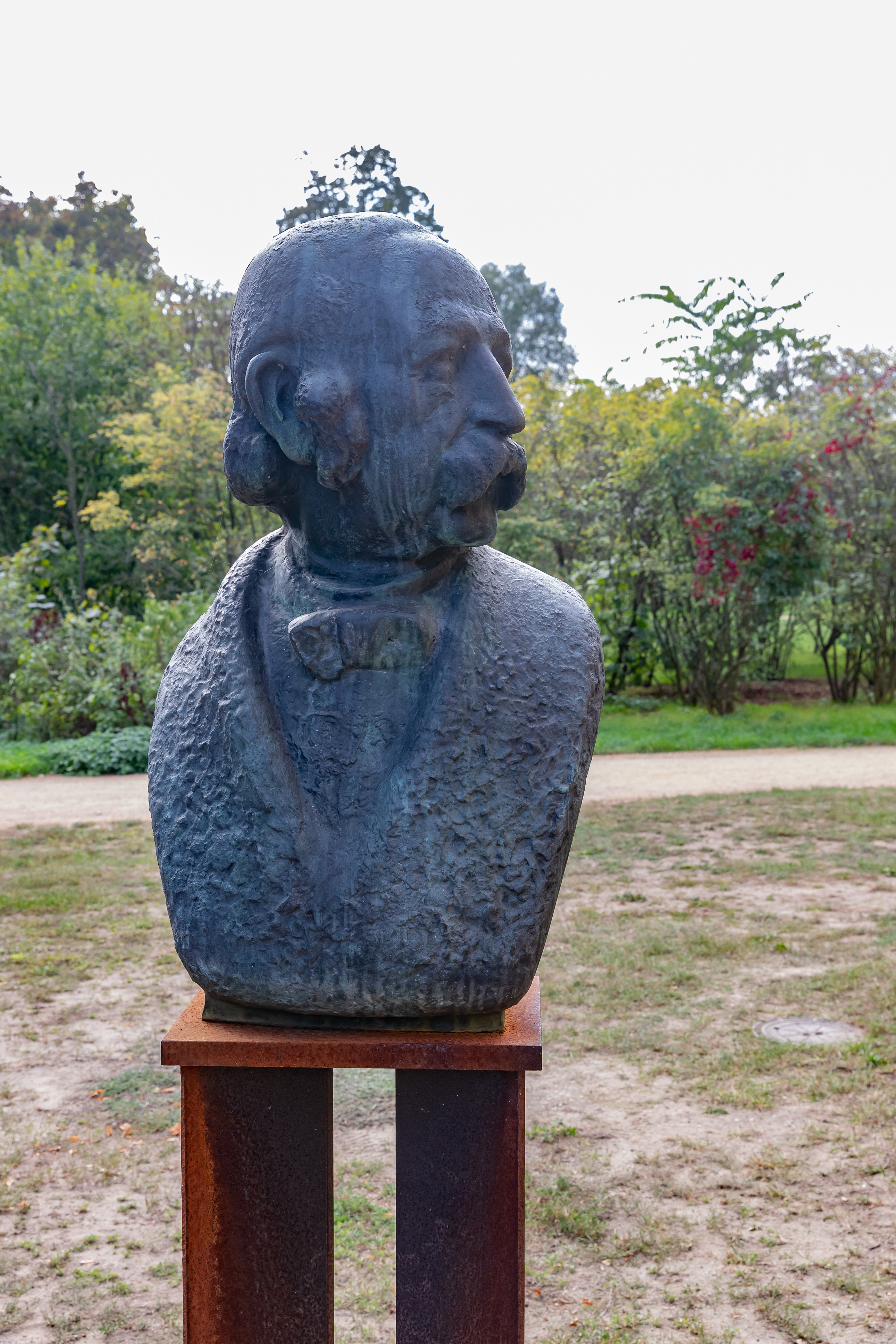
Büste in Potsdam
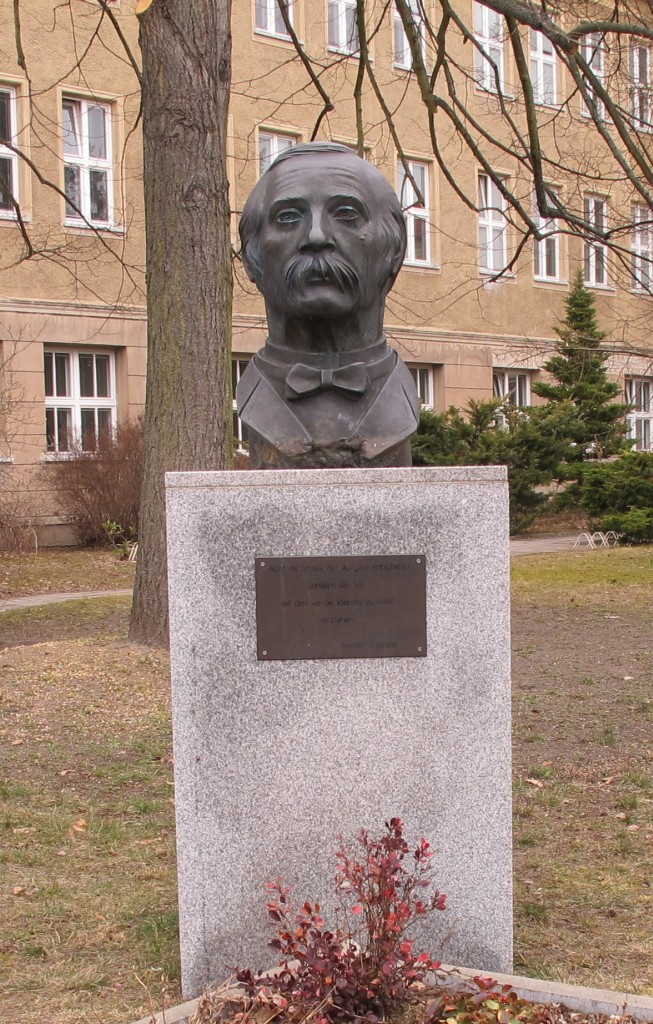
Büste in Ludwigsfelde
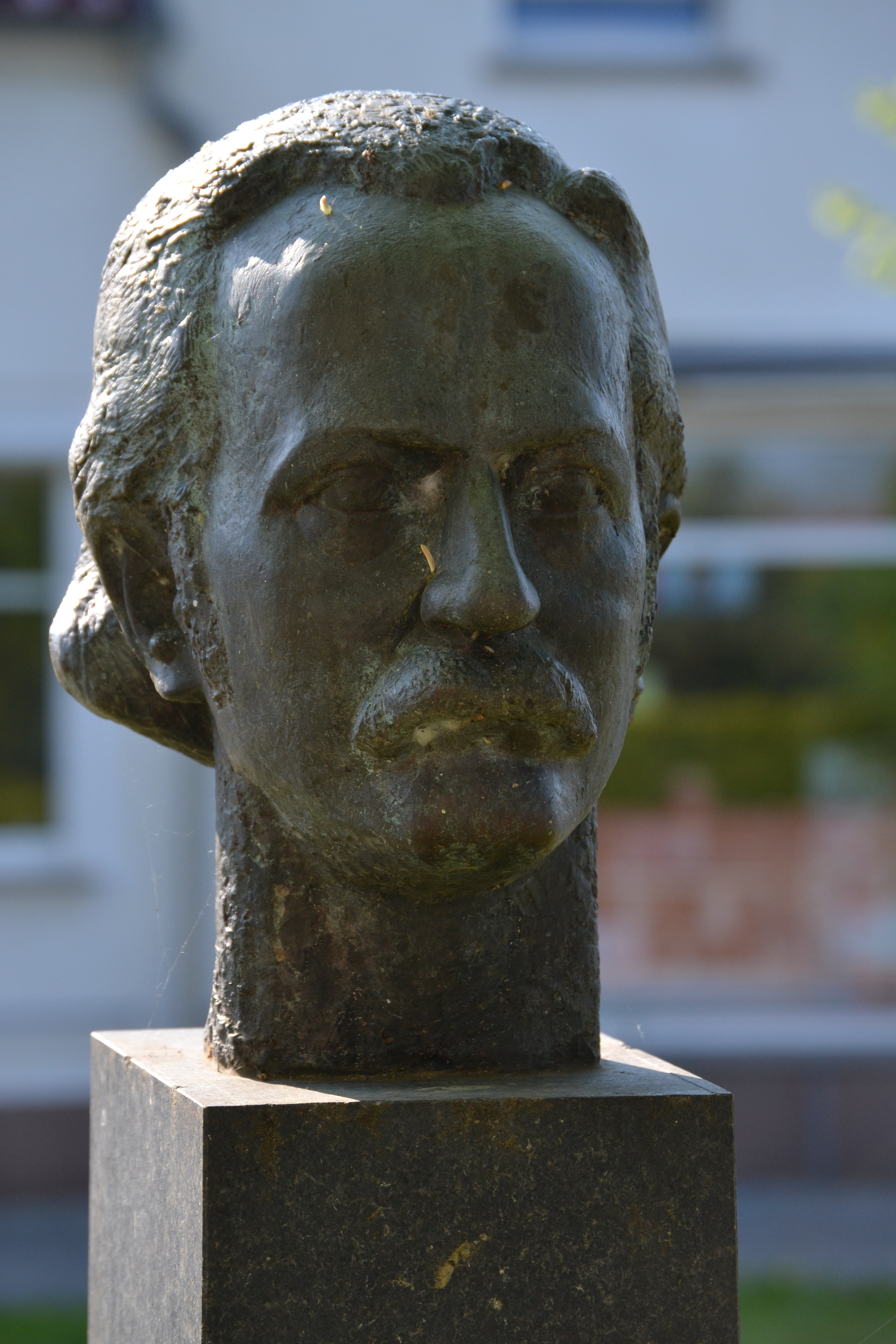
Denkmal in Letschin

### Gedenktafeln
Am Fontane-Geburtshaus in Neuruppin (Löwen-Apotheke, Karl-Marx-Straße 84) ist eine Gedenktafel angebracht. Weitere Gedenktafeln befinden sich in Swinemünde, an der Adler-Apotheke in Leipzig, in der Fontane 1841/42 als Apothekergehilfe tätig war, und an dem ehemaligen Ärztewohnheim in Berlin-Kreuzberg (Mariannenplatz 1–3), in dem er 1848/49 als Apotheker wohnte.

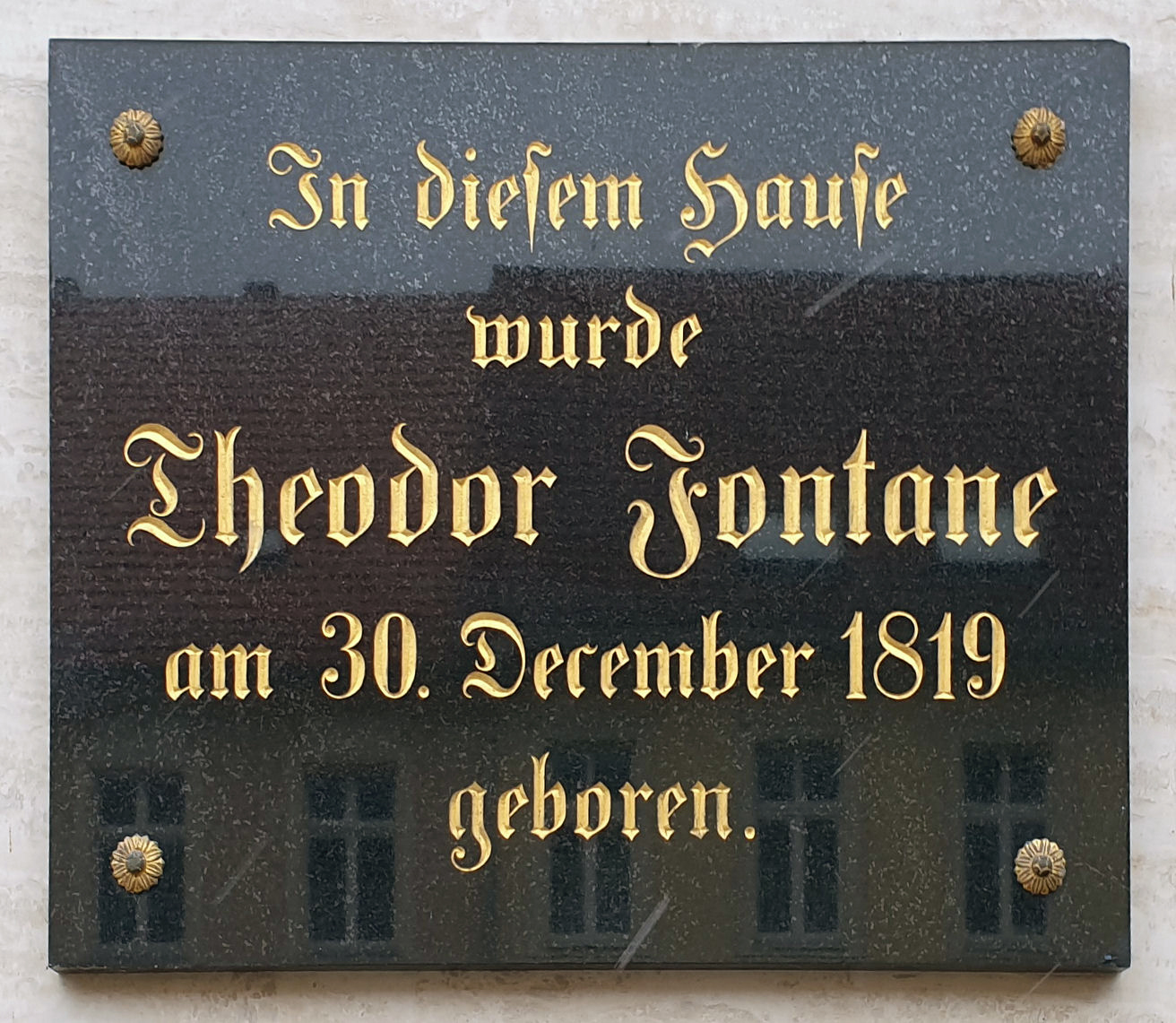
Gedenktafel am Geburtshaus in Neuruppin (Löwen-Apotheke)
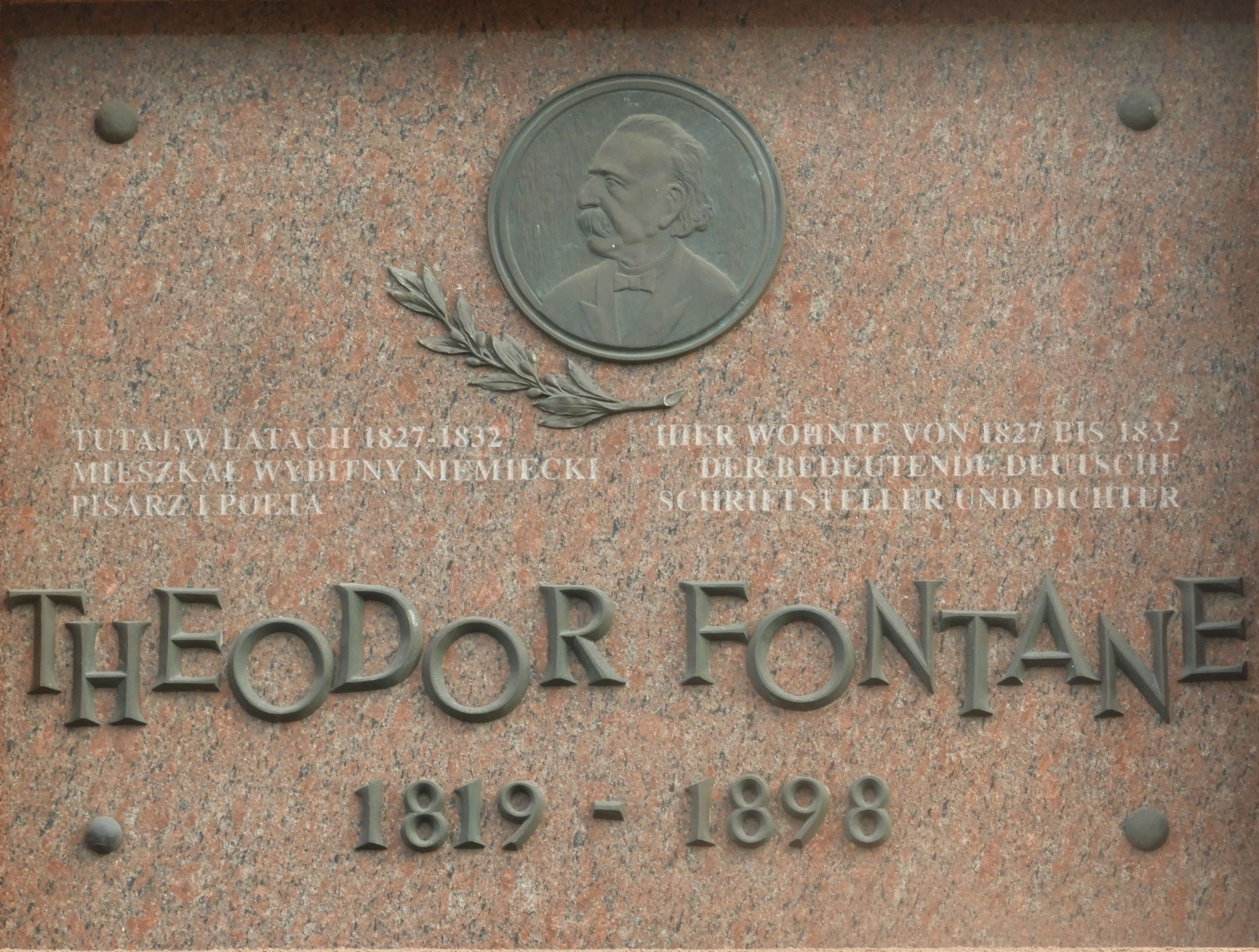
Gedenktafel in Swinemünde, wo Fontane von 1827 bis 1832 lebte
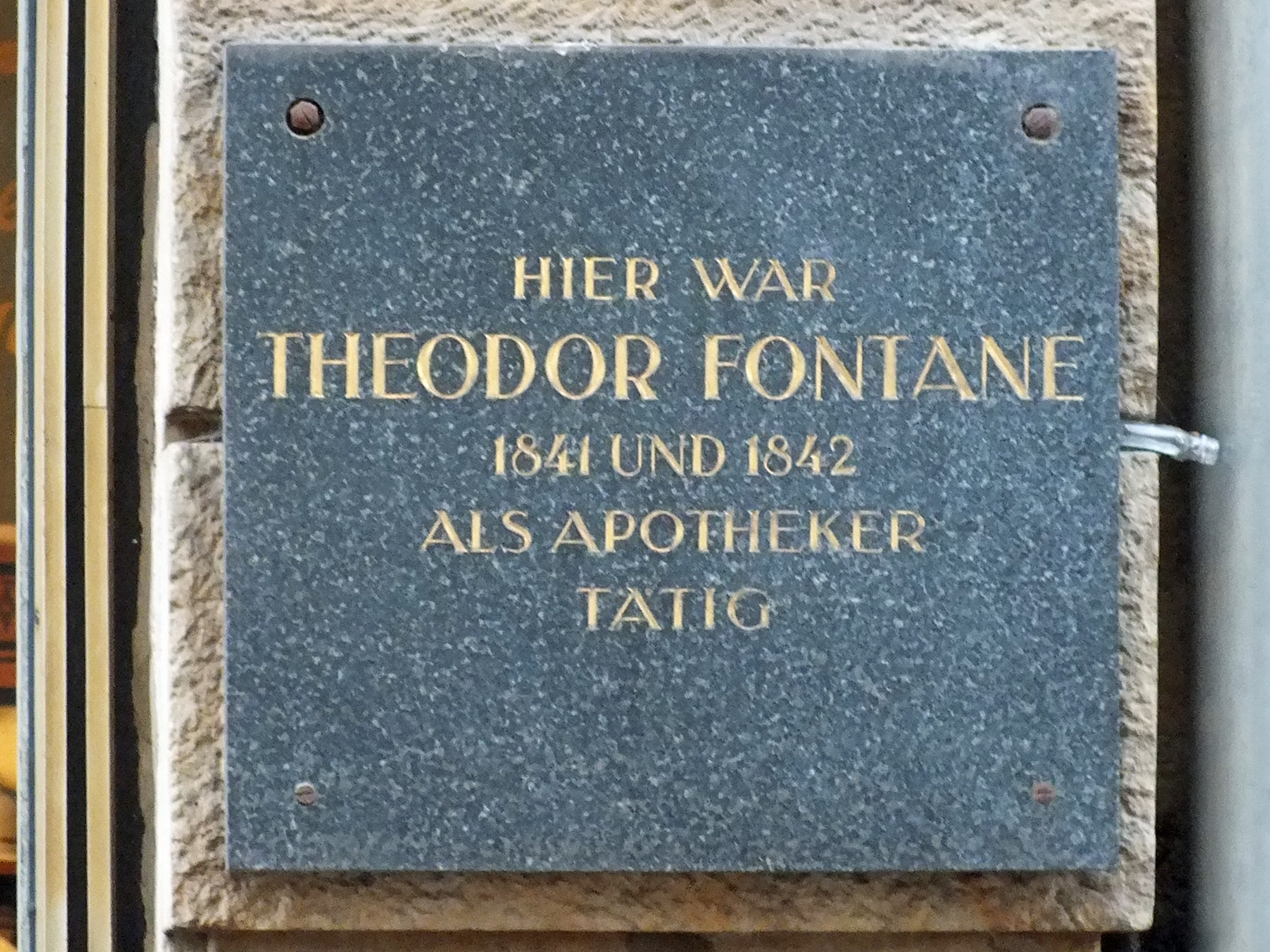
Gedenktafel an der Adler-Apotheke in Leipzig
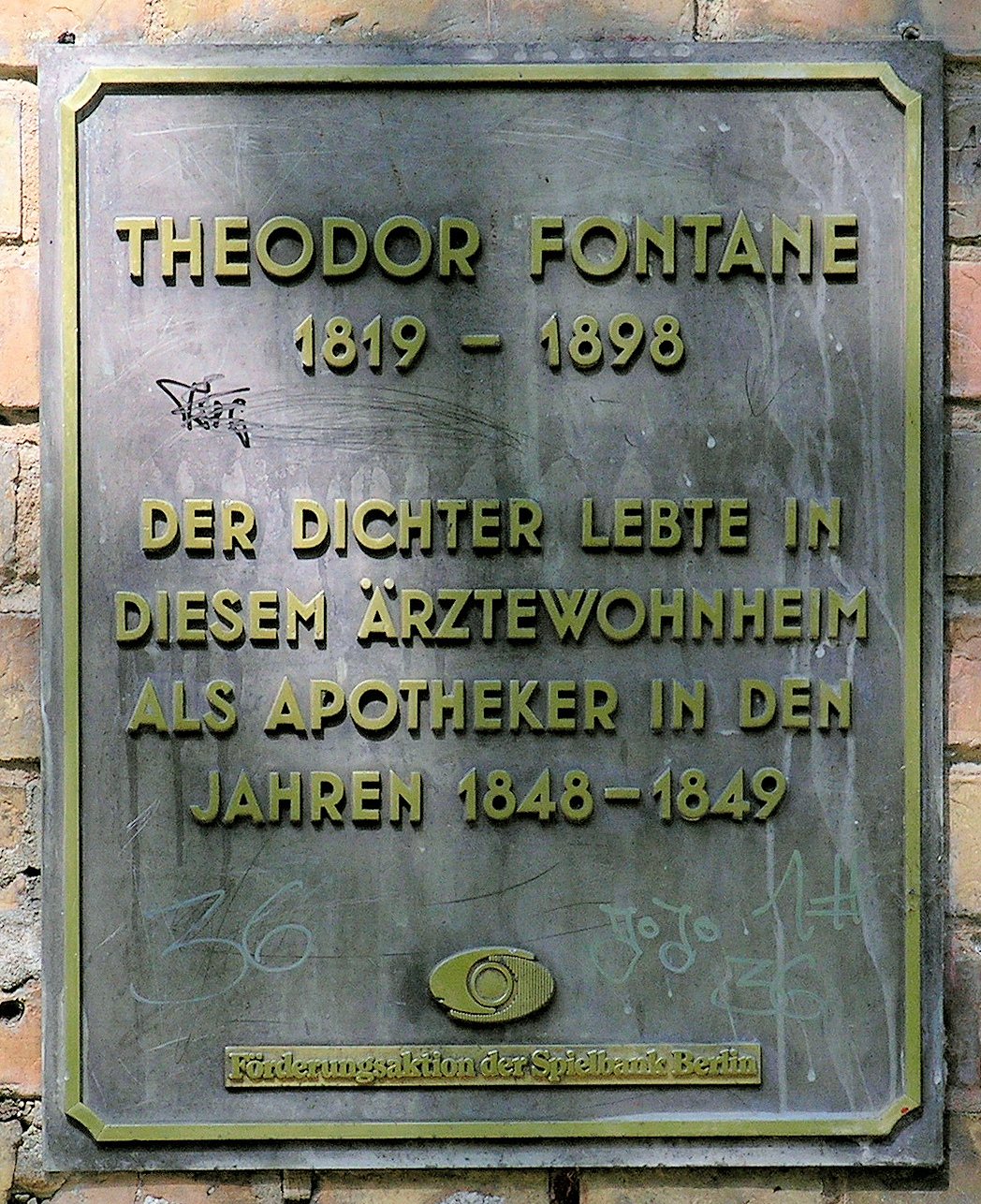
Gedenktafel Haus Mariannenplatz 1–3 in Berlin-Kreuzberg

Einige Gedenktafeln erinnern an einen kurzen Aufenthalt Fontanes in einem Haus oder an einem Ort. Ein Beispiel ist eine Gedenktafel, die die Theodor Fontane Gesellschaft im Jahr 2004 am ehemaligen Hotel Rasch in Flensburg anbringen ließ. Sie erinnert daran, dass Fontane im Mai und September 1864 in diesem Haus zu Gast war, als er Reisen nach Dänemark und Schleswig-Holstein unternahm.

### Fontane-Apotheke in Berlin-Kreuzberg
Im Erdgeschoss des Bethanien in Berlin-Kreuzberg befindet sich die historische Theodor-Fontane-Apotheke mit originaler Ausstattung. Hier arbeitete Fontane 1848/49 als Apotheker und bildete Apothekerinnen aus. Die Apotheke gehört heute zum FHXB Friedrichshain-Kreuzberg Museum.

### Fontane als Namensgeber
Fontanes Geburtsstadt Neuruppin trägt seit dem Fontane-Jahr 1998 (Fontane starb 1898) offiziell den Beinamen Fontanestadt. Sie verwendet ein Logo mit dem Text Fontanestadt Neuruppin.
Nach Theodor Fontane sind mehrere deutsche Kunst- bzw. Literaturpreise sowie die von Paul Matzdorf gestaltete und seit 1911 verliehene Fontane-Plakette benannt.
Zu Ehren des Schriftstellers erhielt eine 2003 erstbeschriebene, nur im Großen Stechlinsee vorkommende Fischart, die Stechlin-Maräne, den wissenschaftlichen Namen Coregonus fontanae.
Theodor Fontane diente als Namenspatron für die Sendung Theodor – Das Magazin aus Brandenburg mit „Geschichte(n) aus der Mark“, die von 2008 bis 2017 vom Rundfunk Berlin-Brandenburg (rbb) produziert wurde.
Das Kulturzentrum des Märkischen Viertels in Berlin heißt Fontane-Haus.

### Briefmarken, Gedenkmünze
Verschiedentlich erschienen Briefmarken zu Ehren Theodor Fontanes: 1952 eine 8-Pfennig-Briefmarke aus der Serie Männer aus der Geschichte Berlins der Deutschen Post Berlin, am 5. Februar 1969 anlässlich seines 150. Geburtstags eine 40-Pfennig-Briefmarke der Deutschen Post der DDR, 1970 eine 20-Pfennig-Briefmarke der Deutschen Bundespost Berlin, 1994 anlässlich des 175. Geburtstags eine 1-DM-Sonderbriefmarke der Deutschen Bundespost. Mit dem Erstausgabetag 5. Dezember 2019 gab die Deutsche Post AG anlässlich des 200. Geburtstags eine 155-Eurocent-Sonderbriefmarke heraus.
Zum 17. November 1969 gab die Deutsche Bundesbank eine 5-DM-Gedenkmünze heraus.

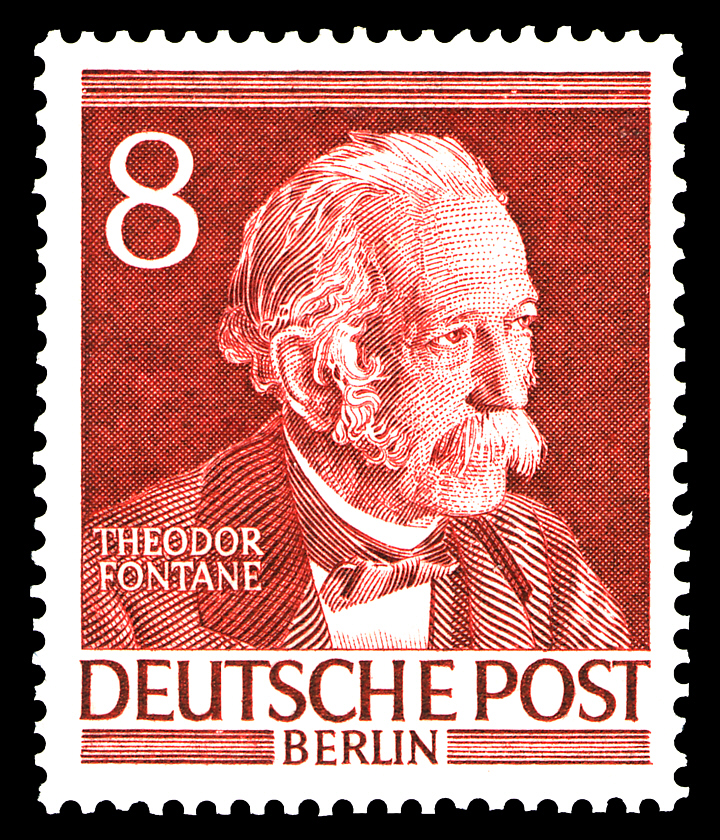
Briefmarke 1952, Deutsche Post Berlin
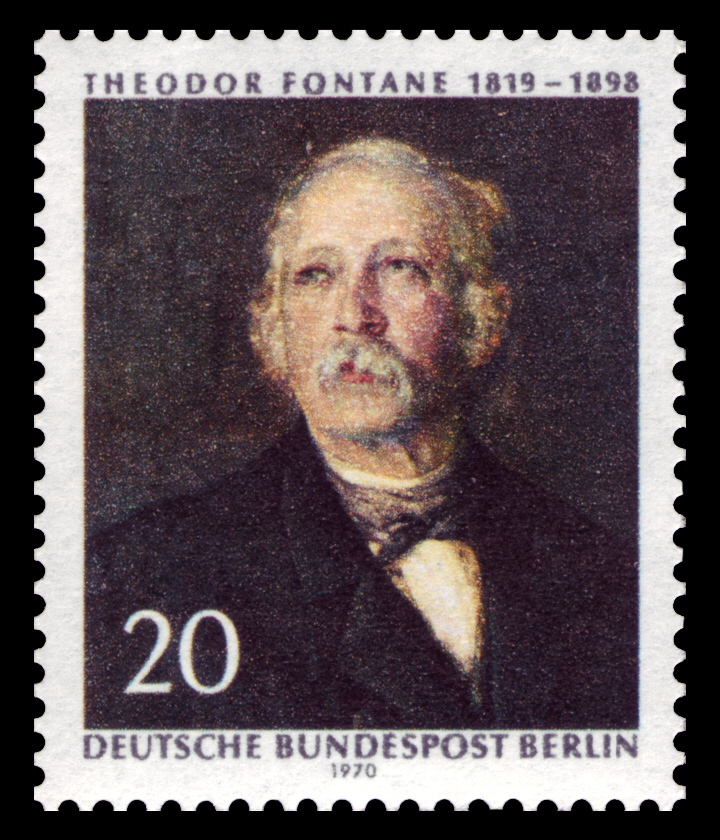
Briefmarke 1970, Deutsche Bundespost Berlin
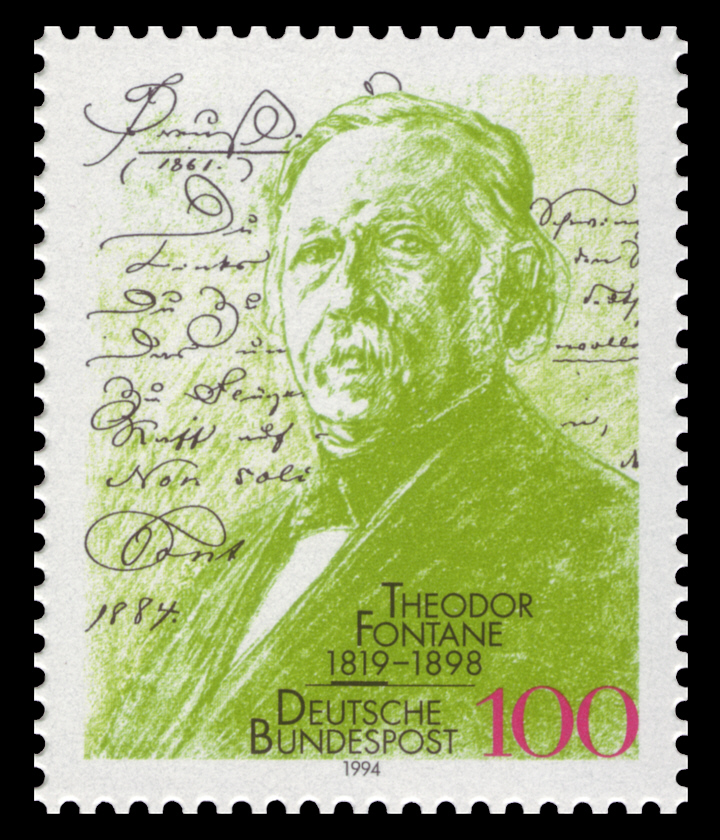
Sonderbriefmarke 1994, Deutsche Bundespost

### Veranstaltungen

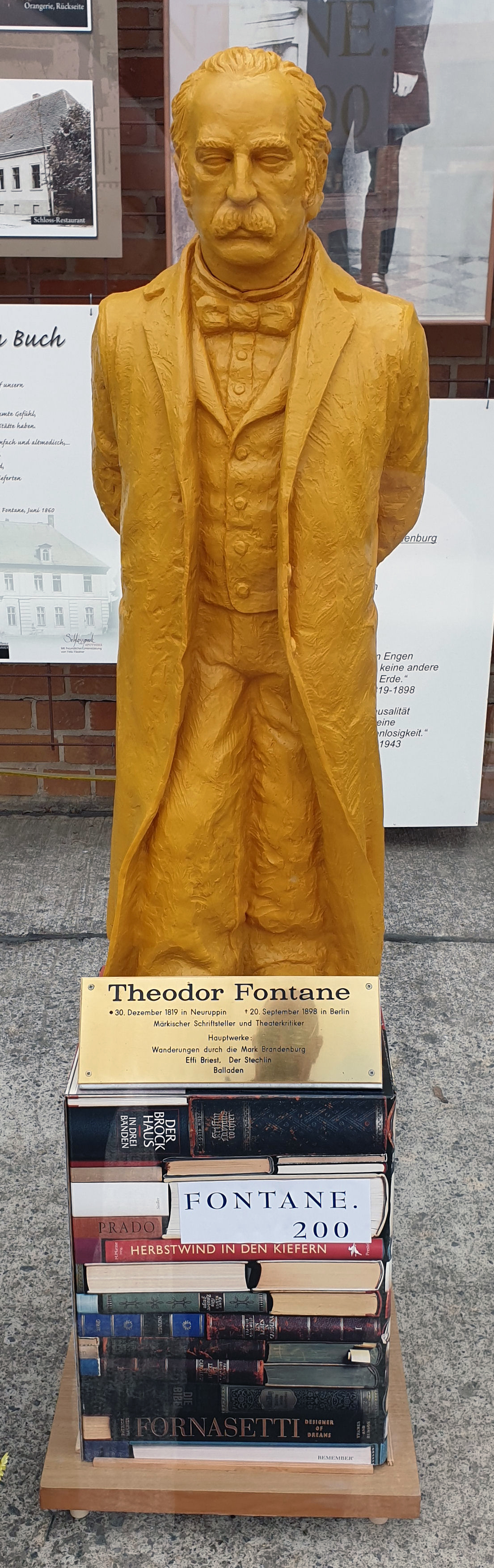
Fontane-Figur von Ottmar Hörl in Berlin-Buch (2019)

Seit 2010 veranstaltet die Stadt Neuruppin alle zwei Jahre während der Pfingsttage ihre Fontane-Festspiele Neuruppin.
Im Mai 2016 installierte der Künstler Ottmar Hörl 400 gelbe und dunkelgraue Fontane-Figuren aus Kunststoff auf dem Vorplatz der Kulturkirche St. Marien in Neuruppin. Die Aktion mit dem Titel Theodor Fontane – Wanderer zwischen den Welten dauerte zwei Wochen. Eine der gelben Figuren tauchte 2019 in Berlin-Buch wieder auf, wo zum Fontane-Jahr eine Ausstellung gestaltet wurde.
Das Fontane-Jahr 2019 wurde mit einer großen Zahl von Veranstaltungen, Aktionen und Angeboten gefeiert, insbesondere in ganz Brandenburg unter dem Motto „fontane.200“. Detlev Glanert komponierte nach Motiven aus einem Novellenfragment Fontanes die Oper Oceane, die an der Deutschen Oper Berlin uraufgeführt wurde.
In Neuruppin wurden sogar ein Verteilerkasten und ein Trafohäuschen am Bahnhof Neuruppin Rheinsberger Tor mit Fontane-Motiven gestaltet, an einem dortigen Vordach wurden Fontane-Sprüche aufgehängt.

## Stoffbearbeitungen

### Verfilmungen
- 1937 – Ball im Metropol (nach Irrungen, Wirrungen), Regie: Frank Wisbar
- 1939 – Der Schritt vom Wege (nach Effi Briest), Regie: Gustaf Gründgens
- 1945 – Das alte Lied (nach Stine & Irrungen, Wirrungen), Regie: Fritz Peter Buch
- 1945 – Der stumme Gast (nach Unterm Birnbaum), Regie: Harald Braun
- 1945 – Mathilde Möhring, Regie: Rolf Hansen
- 1951 – Corinna Schmidt (nach Frau Jenny Treibel), Regie: Arthur Pohl
- 1955 – Rosen im Herbst (nach Effi Briest), Regie: Rudolf Jugert (mit Ruth Leuwerik als Effi Briest)
- 1963 – Irrungen, Wirrungen, Regie: Robert Trösch (mit Jutta Hoffmann und Jürgen Frohriep)
- 1963 – Unterm Birnbaum, Regie: Gerhard Klingenberg
- 1964 – Unterm Birnbaum, Regie: Mark Lawton
- 1966 – Die Geschichte des Rittmeisters Schach von Wuthenow (nach Schach von Wuthenow), Regie: Hans Dieter Schwarze
- 1966 – Irrungen, Wirrungen, Regie: Rudolf Noelte
- 1967 – Stine, Regie: Wilm ten Haaf
- 1968 – Unwiederbringlich, Regie: Falk Harnack (mit Lothar Blumhagen, Hans Timmermann und Lil Dagover)
- 1968 – Mathilde Möhring, Fernsehfilm, Regie: Claus Peter Witt (s/w)
- 1970 – Effi Briest (mit Angelica Domröse als Effi Briest)
- 1972 – Frau Jenny Treibel, Regie: Herbert Ballmann
- 1973 – Unterm Birnbaum (mit Angelica Domröse als Ursula Hradschek)
- 1974 – Fontane Effi Briest, Regie: Rainer Werner Fassbinder (mit Hanna Schygulla als Effi Briest)
- 1975 – Der Stechlin (mit Arno Assmann), Regie: Rolf Hädrich
- 1975 – Frau Jenny Treibel (mit Gisela May als Jenny Treibel)
- 1977 – Cécile, Regie: Dagmar Damek
- 1977 – Grete Minde (mit Katerina Jacob als Grete Minde sowie Hans Christian Blech, Hannelore Elsner und Siemen Rühaak)
- 1977 – Schach von Wuthenow, Regie: Richard Engel
- 1979 – Stine, (Fernsehfilm), Regie: Thomas Langhoff
- 1979 – Gefangen in Frankreich: Theodor Fontane im Krieg 1870/71 (nach Der Krieg gegen Frankreich 1870–1871), Regie: Theo Mezger
- 1981 – Frau Jenny Treibel (mit Maria Schell als Jenny Treibel)
- 1982 – Melanie van der Straaten, Regie: Thomas Langhoff
- 1983 – Mathilde Möhring, Fernsehfilm, Regie: Karin Hercher
- 1984 – Die Poggenpuhls (Fernsehfilm), Regie: Karin Hercher
- 1984 – Vor dem Sturm, sechsteilige NDR-Fernsehfilmserie, Regie: Franz Peter Wirth (mit Rolf Becker und Daniel Lüönd)[169]
- 1985 – Franziska (nach Graf Petöfy), Regie: Christa Mühl
- 1986 – Wanderungen durch die Mark Brandenburg, Regie: Eberhard Itzenplitz (mit Klaus Schwarzkopf als Erzähler)
- 1991 – Spiel mit dem Feuer (nach L’Adultera), Regie: Dagmar Damek
- 1998 – Herztöne. Theodor Fontane und die Frauen in seinen Romanen, Fernsehfilm, Buch und Regie: Vera Botterbusch
- 2009 – Effi Briest, Regie: Hermine Huntgeburth (mit Julia Jentsch und Sebastian Koch)
- 2016 – Oderland. Fontane, Regie: Bernhard Sallmann (mit Judica Albrecht als Erzählerin)
- 2017 – Rhinland. Fontane, Regie: Bernhard Sallmann (mit Judica Albrecht als Erzählerin)
- 2018 – Spreeland. Fontane, Regie: Bernhard Sallmann (mit Judica Albrecht als Erzählerin)
- 2019 – Havelland. Fontane, Regie: Bernhard Sallmann (mit Judica Albrecht als Erzählerin)
- 2019 – Unterm Birnbaum, Regie: Uli Edel (mit Fritz Karl als Abel und Julia Koschitz als Ursel)

### Hörspiele (Auswahl)
- Effi Briest, Hörspielbearbeitung: Gerda Corbett, Regie: Heinz-Günter Stamm, 81 Minuten, BR 1949
- Unterm Birnbaum, Hörspielbearbeitung: Günter Eich, Regie: Fränze Roloff, 87 Minuten, hr 1951
- Unterm Birnbaum, Hörspielbearbeitung: Kurd E. Heyne, Regie: Wolfgang Spier, mit René Deltgen, 92 Minuten, NWDR 1952
- Irrungen, Wirrungen, Hörspielbearbeitung: Simon Glas, Margit Wagner, Regie: Friedrich-Carl Kobbe, mit Christa Berndl, 83 Minuten, BR 1955
- Unwiederbringlich, Hörspielbearbeitung: Anneliese Falck unter dem Pseudonym Palma, Regie: Ulrich Lauterbach, 73 Minuten, hr 1957
- Unterm Birnbaum, Hörspielbearbeitung: Günter Eich, Regie: Fritz Schröder-Jahn, mit Heinz Klevenow, 69 Minuten, BR/NDR 1961
- Schach von Wuthenow, Hörspielbearbeitung: Dieter Meichsner, Regie: Curt Goetz-Pflug, mit Carl Raddatz, 85 Minuten, SFB/HR/RB 1963
- Mathilde Möhring, Hörspielbearbeitung und Regie: Rudolf Noelte, 135 Minuten, BR/SWF 1965
- Unwiederbringlich, Hörspielbearbeitung: Carl Dietrich Carls, Regie: Heinz Wilhelm Schwarz, mit Albert Lieven, Kurt Lieck u. a. 268 Minuten, WDR 1965
- Effi Briest, Hörspielbearbeitung und Regie: Rudolf Noelte, mit Cordula Trantow, Martin Held u. a. 299 Minuten, SFB/BR/HR 1974
- Cécile, Hörspielbearbeitung und Regie: Hermann Wenninger, mit Ruth Leuwerik, René Deltgen, Klaus Maria Brandauer u. a., 145 Minuten, NDR 1975
- Unterm Birnbaum, Regie: Thomas Köhler, 103 Minuten, SWF 1981
- Unwiederbringlich, Regie: Gert Westphal, 184 Minuten, BR/NDR 1983
- Jenny Treibel, Bearbeiter: Walter Jens, Regie: Hans Rosenhauer, mit Maria Körber, Gerhard Garbers, 151 Minuten, NDR 1985
- Frau Jenny Treibel oder Wo sich Herz zum Herzen find't, Bearbeitung: Claus Hammel, Regie: Werner Grunow, mit Elsa Grube-Deister, Erik S. Klein, Rundfunk der DDR 1987
- Herr von Ribbeck auf Ribbeck im Havelland, Regie: Uwe Storjohann, mit Wolf-Dietrich Berg, Manfred Steffen, Jan Hofer u. a. 53 Minuten, NDR 1998

### Literarische Bezugnahmen

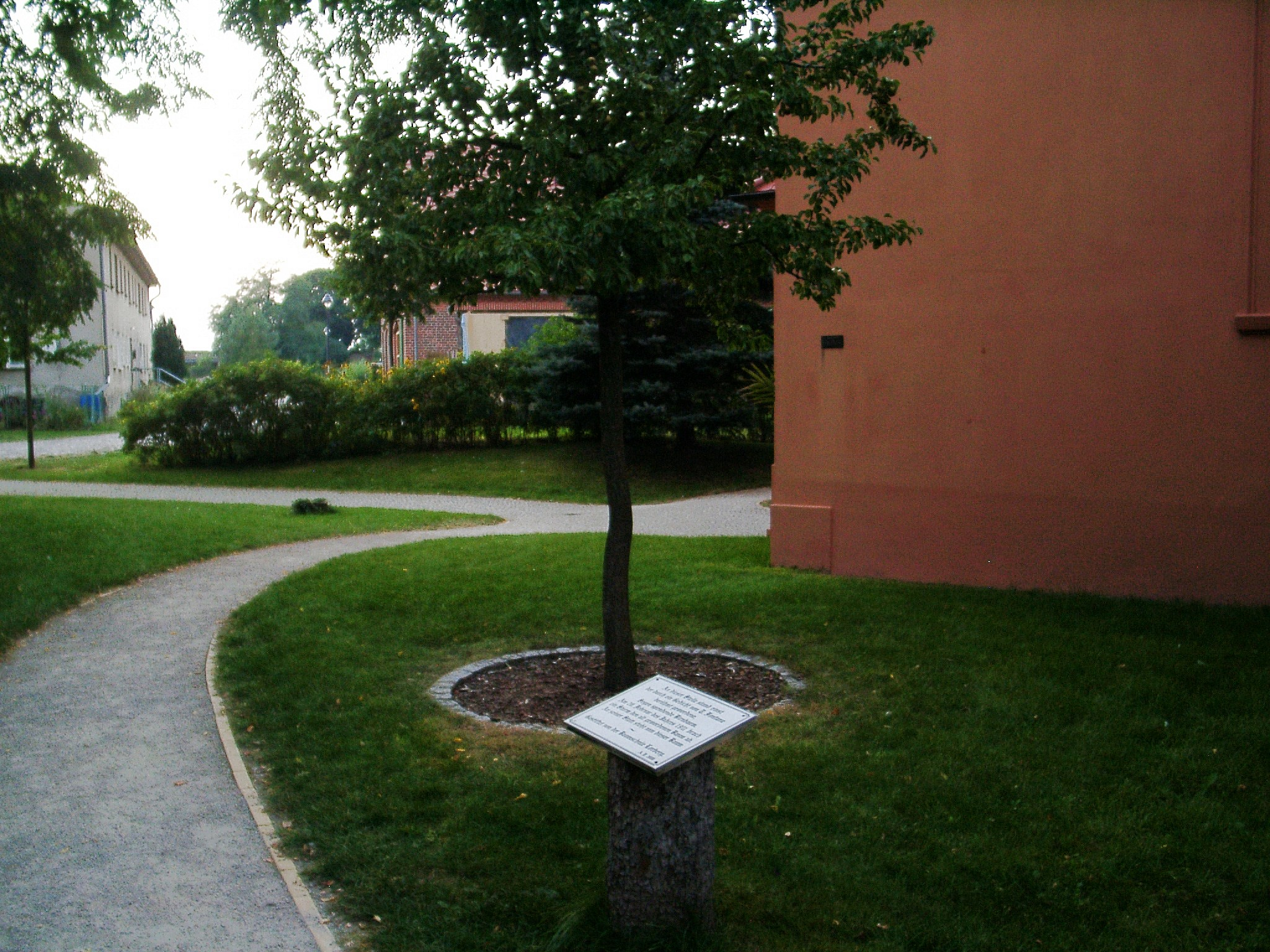
Neben der Kirche von Ribbeck neu angepflanzter Birnbaum

Friedrich Christian Delius nahm Theodor Fontanes Ballade Herr von Ribbeck auf Ribbeck im Havelland als Hintergrund seiner 1991 erschienenen Erzählung Die Birnen von Ribbeck. Ausgangspunkt der Handlung ist, wenige Monate nach dem Ende des DDR-Systems, die Pflanzung eines Birnbaums im Garten des Schlosses Ribbeck durch eine Gruppe West-Berliner im Rahmen eines Festes mit den Bewohnern vor Ort. Dabei gibt ein zunehmend alkoholisierter Einheimischer in einem langen Monolog seine Deutung der Ribbecker Geschichte und integriert in seine Interpretationen immer wieder Balladen-Zitate.
Günter Grass bezog sich in seinem 1995 publizierten Roman Ein weites Feld auf Theodor Fontane, dem er in der Figur des Fonty zur Zeit der deutschen Wiedervereinigung einen späten Wiedergänger in Gestalt des Theo Wuttke, genannt Fonty, folgen ließ. Die Verknüpfung Fontys mit Fontane nutzte Grass zur Entfaltung zahlreicher Aspekte der deutschen Geschichte des 19. und 20. Jahrhunderts in eigener Lesart – bis hin zum Wirken der Treuhandanstalt in den Jahren 1990/91. Mit dem Titel Ein weites Feld griff Grass eine Redewendung in Fontanes Roman Effi Briest auf, der mit den Worten von Effis Vater schließt: „das ist ein zu weites Feld.“

## Hörbücher (Auswahl)
- Irrungen und Wirrungen (ungekürzte Lesung), gelesen von Gert Westphal, 5 CDs, Deutsche Grammophon, ISBN 978-3-8291-1354-0.
- Effi Briest (ungekürzte Lesung), gelesen von Gert Westphal, 8 CDs, Deutsche Grammophon, ISBN 978-3-8291-1316-8.
- Der Stechlin (ungekürzte Lesung), gelesen von Gert Westphal, 11 CDs, Deutsche Grammophon, ISBN 978-3-8291-1355-7.
- Mathilde Möhring (ungekürzte Lesung), gelesen von Susanne Schroeder, 3 CDs, Verlag Naxos, ISBN 978-3-89816-143-5.
- Meine Kinderjahre, Von zwanzig bis dreißig, gelesen von Kurt Böwe, ORB 1992/1993, 11 CDs, Verlag Das Neue Berlin, ISBN 3-360-01010-8.
- Briefe des Alterns, gelesen von Kurt Böwe, Regie: Jürgen Schmidt, MC, Verlag Das Neue Berlin 1997, ISBN 3-360-01009-4.
- Schach von Wuthenow, gelesen von Otto Mellies, 4 CDs, Verlag Brilliant Books.
- Grete Minde (ungekürzte Lesung), gelesen von Kurt Böwe, Regie: Veronika Hübner, 240 Min., mp3-CD, MDR 1995/Der Audio Verlag 2015, ISBN 978-3-86231-558-1.